# Difesa russa
La difesa russa è un'apertura di scacchi classica.
Deriva dalle mosse:
1. e4 e5
2. Cf3 Cf6
È chiamata anche difesa Petrov o difesa Petroff.
Si tratta di una delle aperture più antiche, ma la prima analisi teorica sulla partita venne condotta, nell'Ottocento, dal giocatore russo Aleksandr Petrov.
La difesa russa si basa sull'idea di uscire con il cavallo per contrattaccare il pedone Bianco e4, senza perdere tempo nella difesa del proprio pedone e5.
Dopo 3. Cxe5 d6 4. Cf3 Cxe4 e il nero recupera il pezzo leggero.
Questo trae ragione dal fatto che se il Nero continuasse a imitare l'avversario, il Bianco sferrerebbe un attacco decisivo. Per chiarire:
3. Cxe5 Cxe4
4. De2 e il bianco vince

## Varianti

### La variante Steinitz
Il Bianco può anche non catturare il pedone in e5, continuando lo sviluppo con 3. d4
In questo caso, si parla di variante Steinitz o anche 'variante moderna'.
Da ricordare, però, che la variante principale rimane quella con 3. Cxe5 perché nei tornei risulta la più giocata.

### Gambetto Cochrane
|   | a | b | c | d | e | f | g | h |   |
| 8 | a8 torre del nero · b8 cavallo del nero · c8 alfiere del nero · d8 donna del nero · e8 re del nero · f8 alfiere del nero · h8 torre del nero · a7 pedone del nero · b7 pedone del nero · c7 pedone del nero · e7 pedone del nero · f7 cavallo del bianco · g7 pedone del nero · h7 pedone del nero · d6 pedone del nero · f6 cavallo del nero · e4 pedone del bianco · a2 pedone del bianco · b2 pedone del bianco · c2 pedone del bianco · d2 pedone del bianco · f2 pedone del bianco · g2 pedone del bianco · h2 pedone del bianco · a1 torre del bianco · b1 cavallo del bianco · c1 alfiere del bianco · d1 donna del bianco · e1 re del bianco · f1 alfiere del bianco · h1 torre del bianco | a8 torre del nero · b8 cavallo del nero · c8 alfiere del nero · d8 donna del nero · e8 re del nero · f8 alfiere del nero · h8 torre del nero · a7 pedone del nero · b7 pedone del nero · c7 pedone del nero · e7 pedone del nero · f7 cavallo del bianco · g7 pedone del nero · h7 pedone del nero · d6 pedone del nero · f6 cavallo del nero · e4 pedone del bianco · a2 pedone del bianco · b2 pedone del bianco · c2 pedone del bianco · d2 pedone del bianco · f2 pedone del bianco · g2 pedone del bianco · h2 pedone del bianco · a1 torre del bianco · b1 cavallo del bianco · c1 alfiere del bianco · d1 donna del bianco · e1 re del bianco · f1 alfiere del bianco · h1 torre del bianco | a8 torre del nero · b8 cavallo del nero · c8 alfiere del nero · d8 donna del nero · e8 re del nero · f8 alfiere del nero · h8 torre del nero · a7 pedone del nero · b7 pedone del nero · c7 pedone del nero · e7 pedone del nero · f7 cavallo del bianco · g7 pedone del nero · h7 pedone del nero · d6 pedone del nero · f6 cavallo del nero · e4 pedone del bianco · a2 pedone del bianco · b2 pedone del bianco · c2 pedone del bianco · d2 pedone del bianco · f2 pedone del bianco · g2 pedone del bianco · h2 pedone del bianco · a1 torre del bianco · b1 cavallo del bianco · c1 alfiere del bianco · d1 donna del bianco · e1 re del bianco · f1 alfiere del bianco · h1 torre del bianco | a8 torre del nero · b8 cavallo del nero · c8 alfiere del nero · d8 donna del nero · e8 re del nero · f8 alfiere del nero · h8 torre del nero · a7 pedone del nero · b7 pedone del nero · c7 pedone del nero · e7 pedone del nero · f7 cavallo del bianco · g7 pedone del nero · h7 pedone del nero · d6 pedone del nero · f6 cavallo del nero · e4 pedone del bianco · a2 pedone del bianco · b2 pedone del bianco · c2 pedone del bianco · d2 pedone del bianco · f2 pedone del bianco · g2 pedone del bianco · h2 pedone del bianco · a1 torre del bianco · b1 cavallo del bianco · c1 alfiere del bianco · d1 donna del bianco · e1 re del bianco · f1 alfiere del bianco · h1 torre del bianco | a8 torre del nero · b8 cavallo del nero · c8 alfiere del nero · d8 donna del nero · e8 re del nero · f8 alfiere del nero · h8 torre del nero · a7 pedone del nero · b7 pedone del nero · c7 pedone del nero · e7 pedone del nero · f7 cavallo del bianco · g7 pedone del nero · h7 pedone del nero · d6 pedone del nero · f6 cavallo del nero · e4 pedone del bianco · a2 pedone del bianco · b2 pedone del bianco · c2 pedone del bianco · d2 pedone del bianco · f2 pedone del bianco · g2 pedone del bianco · h2 pedone del bianco · a1 torre del bianco · b1 cavallo del bianco · c1 alfiere del bianco · d1 donna del bianco · e1 re del bianco · f1 alfiere del bianco · h1 torre del bianco | a8 torre del nero · b8 cavallo del nero · c8 alfiere del nero · d8 donna del nero · e8 re del nero · f8 alfiere del nero · h8 torre del nero · a7 pedone del nero · b7 pedone del nero · c7 pedone del nero · e7 pedone del nero · f7 cavallo del bianco · g7 pedone del nero · h7 pedone del nero · d6 pedone del nero · f6 cavallo del nero · e4 pedone del bianco · a2 pedone del bianco · b2 pedone del bianco · c2 pedone del bianco · d2 pedone del bianco · f2 pedone del bianco · g2 pedone del bianco · h2 pedone del bianco · a1 torre del bianco · b1 cavallo del bianco · c1 alfiere del bianco · d1 donna del bianco · e1 re del bianco · f1 alfiere del bianco · h1 torre del bianco | a8 torre del nero · b8 cavallo del nero · c8 alfiere del nero · d8 donna del nero · e8 re del nero · f8 alfiere del nero · h8 torre del nero · a7 pedone del nero · b7 pedone del nero · c7 pedone del nero · e7 pedone del nero · f7 cavallo del bianco · g7 pedone del nero · h7 pedone del nero · d6 pedone del nero · f6 cavallo del nero · e4 pedone del bianco · a2 pedone del bianco · b2 pedone del bianco · c2 pedone del bianco · d2 pedone del bianco · f2 pedone del bianco · g2 pedone del bianco · h2 pedone del bianco · a1 torre del bianco · b1 cavallo del bianco · c1 alfiere del bianco · d1 donna del bianco · e1 re del bianco · f1 alfiere del bianco · h1 torre del bianco | a8 torre del nero · b8 cavallo del nero · c8 alfiere del nero · d8 donna del nero · e8 re del nero · f8 alfiere del nero · h8 torre del nero · a7 pedone del nero · b7 pedone del nero · c7 pedone del nero · e7 pedone del nero · f7 cavallo del bianco · g7 pedone del nero · h7 pedone del nero · d6 pedone del nero · f6 cavallo del nero · e4 pedone del bianco · a2 pedone del bianco · b2 pedone del bianco · c2 pedone del bianco · d2 pedone del bianco · f2 pedone del bianco · g2 pedone del bianco · h2 pedone del bianco · a1 torre del bianco · b1 cavallo del bianco · c1 alfiere del bianco · d1 donna del bianco · e1 re del bianco · f1 alfiere del bianco · h1 torre del bianco | 8 |
| 7 | a8 torre del nero · b8 cavallo del nero · c8 alfiere del nero · d8 donna del nero · e8 re del nero · f8 alfiere del nero · h8 torre del nero · a7 pedone del nero · b7 pedone del nero · c7 pedone del nero · e7 pedone del nero · f7 cavallo del bianco · g7 pedone del nero · h7 pedone del nero · d6 pedone del nero · f6 cavallo del nero · e4 pedone del bianco · a2 pedone del bianco · b2 pedone del bianco · c2 pedone del bianco · d2 pedone del bianco · f2 pedone del bianco · g2 pedone del bianco · h2 pedone del bianco · a1 torre del bianco · b1 cavallo del bianco · c1 alfiere del bianco · d1 donna del bianco · e1 re del bianco · f1 alfiere del bianco · h1 torre del bianco | a8 torre del nero · b8 cavallo del nero · c8 alfiere del nero · d8 donna del nero · e8 re del nero · f8 alfiere del nero · h8 torre del nero · a7 pedone del nero · b7 pedone del nero · c7 pedone del nero · e7 pedone del nero · f7 cavallo del bianco · g7 pedone del nero · h7 pedone del nero · d6 pedone del nero · f6 cavallo del nero · e4 pedone del bianco · a2 pedone del bianco · b2 pedone del bianco · c2 pedone del bianco · d2 pedone del bianco · f2 pedone del bianco · g2 pedone del bianco · h2 pedone del bianco · a1 torre del bianco · b1 cavallo del bianco · c1 alfiere del bianco · d1 donna del bianco · e1 re del bianco · f1 alfiere del bianco · h1 torre del bianco | a8 torre del nero · b8 cavallo del nero · c8 alfiere del nero · d8 donna del nero · e8 re del nero · f8 alfiere del nero · h8 torre del nero · a7 pedone del nero · b7 pedone del nero · c7 pedone del nero · e7 pedone del nero · f7 cavallo del bianco · g7 pedone del nero · h7 pedone del nero · d6 pedone del nero · f6 cavallo del nero · e4 pedone del bianco · a2 pedone del bianco · b2 pedone del bianco · c2 pedone del bianco · d2 pedone del bianco · f2 pedone del bianco · g2 pedone del bianco · h2 pedone del bianco · a1 torre del bianco · b1 cavallo del bianco · c1 alfiere del bianco · d1 donna del bianco · e1 re del bianco · f1 alfiere del bianco · h1 torre del bianco | a8 torre del nero · b8 cavallo del nero · c8 alfiere del nero · d8 donna del nero · e8 re del nero · f8 alfiere del nero · h8 torre del nero · a7 pedone del nero · b7 pedone del nero · c7 pedone del nero · e7 pedone del nero · f7 cavallo del bianco · g7 pedone del nero · h7 pedone del nero · d6 pedone del nero · f6 cavallo del nero · e4 pedone del bianco · a2 pedone del bianco · b2 pedone del bianco · c2 pedone del bianco · d2 pedone del bianco · f2 pedone del bianco · g2 pedone del bianco · h2 pedone del bianco · a1 torre del bianco · b1 cavallo del bianco · c1 alfiere del bianco · d1 donna del bianco · e1 re del bianco · f1 alfiere del bianco · h1 torre del bianco | a8 torre del nero · b8 cavallo del nero · c8 alfiere del nero · d8 donna del nero · e8 re del nero · f8 alfiere del nero · h8 torre del nero · a7 pedone del nero · b7 pedone del nero · c7 pedone del nero · e7 pedone del nero · f7 cavallo del bianco · g7 pedone del nero · h7 pedone del nero · d6 pedone del nero · f6 cavallo del nero · e4 pedone del bianco · a2 pedone del bianco · b2 pedone del bianco · c2 pedone del bianco · d2 pedone del bianco · f2 pedone del bianco · g2 pedone del bianco · h2 pedone del bianco · a1 torre del bianco · b1 cavallo del bianco · c1 alfiere del bianco · d1 donna del bianco · e1 re del bianco · f1 alfiere del bianco · h1 torre del bianco | a8 torre del nero · b8 cavallo del nero · c8 alfiere del nero · d8 donna del nero · e8 re del nero · f8 alfiere del nero · h8 torre del nero · a7 pedone del nero · b7 pedone del nero · c7 pedone del nero · e7 pedone del nero · f7 cavallo del bianco · g7 pedone del nero · h7 pedone del nero · d6 pedone del nero · f6 cavallo del nero · e4 pedone del bianco · a2 pedone del bianco · b2 pedone del bianco · c2 pedone del bianco · d2 pedone del bianco · f2 pedone del bianco · g2 pedone del bianco · h2 pedone del bianco · a1 torre del bianco · b1 cavallo del bianco · c1 alfiere del bianco · d1 donna del bianco · e1 re del bianco · f1 alfiere del bianco · h1 torre del bianco | a8 torre del nero · b8 cavallo del nero · c8 alfiere del nero · d8 donna del nero · e8 re del nero · f8 alfiere del nero · h8 torre del nero · a7 pedone del nero · b7 pedone del nero · c7 pedone del nero · e7 pedone del nero · f7 cavallo del bianco · g7 pedone del nero · h7 pedone del nero · d6 pedone del nero · f6 cavallo del nero · e4 pedone del bianco · a2 pedone del bianco · b2 pedone del bianco · c2 pedone del bianco · d2 pedone del bianco · f2 pedone del bianco · g2 pedone del bianco · h2 pedone del bianco · a1 torre del bianco · b1 cavallo del bianco · c1 alfiere del bianco · d1 donna del bianco · e1 re del bianco · f1 alfiere del bianco · h1 torre del bianco | a8 torre del nero · b8 cavallo del nero · c8 alfiere del nero · d8 donna del nero · e8 re del nero · f8 alfiere del nero · h8 torre del nero · a7 pedone del nero · b7 pedone del nero · c7 pedone del nero · e7 pedone del nero · f7 cavallo del bianco · g7 pedone del nero · h7 pedone del nero · d6 pedone del nero · f6 cavallo del nero · e4 pedone del bianco · a2 pedone del bianco · b2 pedone del bianco · c2 pedone del bianco · d2 pedone del bianco · f2 pedone del bianco · g2 pedone del bianco · h2 pedone del bianco · a1 torre del bianco · b1 cavallo del bianco · c1 alfiere del bianco · d1 donna del bianco · e1 re del bianco · f1 alfiere del bianco · h1 torre del bianco | 7 |
| 6 | a8 torre del nero · b8 cavallo del nero · c8 alfiere del nero · d8 donna del nero · e8 re del nero · f8 alfiere del nero · h8 torre del nero · a7 pedone del nero · b7 pedone del nero · c7 pedone del nero · e7 pedone del nero · f7 cavallo del bianco · g7 pedone del nero · h7 pedone del nero · d6 pedone del nero · f6 cavallo del nero · e4 pedone del bianco · a2 pedone del bianco · b2 pedone del bianco · c2 pedone del bianco · d2 pedone del bianco · f2 pedone del bianco · g2 pedone del bianco · h2 pedone del bianco · a1 torre del bianco · b1 cavallo del bianco · c1 alfiere del bianco · d1 donna del bianco · e1 re del bianco · f1 alfiere del bianco · h1 torre del bianco | a8 torre del nero · b8 cavallo del nero · c8 alfiere del nero · d8 donna del nero · e8 re del nero · f8 alfiere del nero · h8 torre del nero · a7 pedone del nero · b7 pedone del nero · c7 pedone del nero · e7 pedone del nero · f7 cavallo del bianco · g7 pedone del nero · h7 pedone del nero · d6 pedone del nero · f6 cavallo del nero · e4 pedone del bianco · a2 pedone del bianco · b2 pedone del bianco · c2 pedone del bianco · d2 pedone del bianco · f2 pedone del bianco · g2 pedone del bianco · h2 pedone del bianco · a1 torre del bianco · b1 cavallo del bianco · c1 alfiere del bianco · d1 donna del bianco · e1 re del bianco · f1 alfiere del bianco · h1 torre del bianco | a8 torre del nero · b8 cavallo del nero · c8 alfiere del nero · d8 donna del nero · e8 re del nero · f8 alfiere del nero · h8 torre del nero · a7 pedone del nero · b7 pedone del nero · c7 pedone del nero · e7 pedone del nero · f7 cavallo del bianco · g7 pedone del nero · h7 pedone del nero · d6 pedone del nero · f6 cavallo del nero · e4 pedone del bianco · a2 pedone del bianco · b2 pedone del bianco · c2 pedone del bianco · d2 pedone del bianco · f2 pedone del bianco · g2 pedone del bianco · h2 pedone del bianco · a1 torre del bianco · b1 cavallo del bianco · c1 alfiere del bianco · d1 donna del bianco · e1 re del bianco · f1 alfiere del bianco · h1 torre del bianco | a8 torre del nero · b8 cavallo del nero · c8 alfiere del nero · d8 donna del nero · e8 re del nero · f8 alfiere del nero · h8 torre del nero · a7 pedone del nero · b7 pedone del nero · c7 pedone del nero · e7 pedone del nero · f7 cavallo del bianco · g7 pedone del nero · h7 pedone del nero · d6 pedone del nero · f6 cavallo del nero · e4 pedone del bianco · a2 pedone del bianco · b2 pedone del bianco · c2 pedone del bianco · d2 pedone del bianco · f2 pedone del bianco · g2 pedone del bianco · h2 pedone del bianco · a1 torre del bianco · b1 cavallo del bianco · c1 alfiere del bianco · d1 donna del bianco · e1 re del bianco · f1 alfiere del bianco · h1 torre del bianco | a8 torre del nero · b8 cavallo del nero · c8 alfiere del nero · d8 donna del nero · e8 re del nero · f8 alfiere del nero · h8 torre del nero · a7 pedone del nero · b7 pedone del nero · c7 pedone del nero · e7 pedone del nero · f7 cavallo del bianco · g7 pedone del nero · h7 pedone del nero · d6 pedone del nero · f6 cavallo del nero · e4 pedone del bianco · a2 pedone del bianco · b2 pedone del bianco · c2 pedone del bianco · d2 pedone del bianco · f2 pedone del bianco · g2 pedone del bianco · h2 pedone del bianco · a1 torre del bianco · b1 cavallo del bianco · c1 alfiere del bianco · d1 donna del bianco · e1 re del bianco · f1 alfiere del bianco · h1 torre del bianco | a8 torre del nero · b8 cavallo del nero · c8 alfiere del nero · d8 donna del nero · e8 re del nero · f8 alfiere del nero · h8 torre del nero · a7 pedone del nero · b7 pedone del nero · c7 pedone del nero · e7 pedone del nero · f7 cavallo del bianco · g7 pedone del nero · h7 pedone del nero · d6 pedone del nero · f6 cavallo del nero · e4 pedone del bianco · a2 pedone del bianco · b2 pedone del bianco · c2 pedone del bianco · d2 pedone del bianco · f2 pedone del bianco · g2 pedone del bianco · h2 pedone del bianco · a1 torre del bianco · b1 cavallo del bianco · c1 alfiere del bianco · d1 donna del bianco · e1 re del bianco · f1 alfiere del bianco · h1 torre del bianco | a8 torre del nero · b8 cavallo del nero · c8 alfiere del nero · d8 donna del nero · e8 re del nero · f8 alfiere del nero · h8 torre del nero · a7 pedone del nero · b7 pedone del nero · c7 pedone del nero · e7 pedone del nero · f7 cavallo del bianco · g7 pedone del nero · h7 pedone del nero · d6 pedone del nero · f6 cavallo del nero · e4 pedone del bianco · a2 pedone del bianco · b2 pedone del bianco · c2 pedone del bianco · d2 pedone del bianco · f2 pedone del bianco · g2 pedone del bianco · h2 pedone del bianco · a1 torre del bianco · b1 cavallo del bianco · c1 alfiere del bianco · d1 donna del bianco · e1 re del bianco · f1 alfiere del bianco · h1 torre del bianco | a8 torre del nero · b8 cavallo del nero · c8 alfiere del nero · d8 donna del nero · e8 re del nero · f8 alfiere del nero · h8 torre del nero · a7 pedone del nero · b7 pedone del nero · c7 pedone del nero · e7 pedone del nero · f7 cavallo del bianco · g7 pedone del nero · h7 pedone del nero · d6 pedone del nero · f6 cavallo del nero · e4 pedone del bianco · a2 pedone del bianco · b2 pedone del bianco · c2 pedone del bianco · d2 pedone del bianco · f2 pedone del bianco · g2 pedone del bianco · h2 pedone del bianco · a1 torre del bianco · b1 cavallo del bianco · c1 alfiere del bianco · d1 donna del bianco · e1 re del bianco · f1 alfiere del bianco · h1 torre del bianco | 6 |
| 5 | a8 torre del nero · b8 cavallo del nero · c8 alfiere del nero · d8 donna del nero · e8 re del nero · f8 alfiere del nero · h8 torre del nero · a7 pedone del nero · b7 pedone del nero · c7 pedone del nero · e7 pedone del nero · f7 cavallo del bianco · g7 pedone del nero · h7 pedone del nero · d6 pedone del nero · f6 cavallo del nero · e4 pedone del bianco · a2 pedone del bianco · b2 pedone del bianco · c2 pedone del bianco · d2 pedone del bianco · f2 pedone del bianco · g2 pedone del bianco · h2 pedone del bianco · a1 torre del bianco · b1 cavallo del bianco · c1 alfiere del bianco · d1 donna del bianco · e1 re del bianco · f1 alfiere del bianco · h1 torre del bianco | a8 torre del nero · b8 cavallo del nero · c8 alfiere del nero · d8 donna del nero · e8 re del nero · f8 alfiere del nero · h8 torre del nero · a7 pedone del nero · b7 pedone del nero · c7 pedone del nero · e7 pedone del nero · f7 cavallo del bianco · g7 pedone del nero · h7 pedone del nero · d6 pedone del nero · f6 cavallo del nero · e4 pedone del bianco · a2 pedone del bianco · b2 pedone del bianco · c2 pedone del bianco · d2 pedone del bianco · f2 pedone del bianco · g2 pedone del bianco · h2 pedone del bianco · a1 torre del bianco · b1 cavallo del bianco · c1 alfiere del bianco · d1 donna del bianco · e1 re del bianco · f1 alfiere del bianco · h1 torre del bianco | a8 torre del nero · b8 cavallo del nero · c8 alfiere del nero · d8 donna del nero · e8 re del nero · f8 alfiere del nero · h8 torre del nero · a7 pedone del nero · b7 pedone del nero · c7 pedone del nero · e7 pedone del nero · f7 cavallo del bianco · g7 pedone del nero · h7 pedone del nero · d6 pedone del nero · f6 cavallo del nero · e4 pedone del bianco · a2 pedone del bianco · b2 pedone del bianco · c2 pedone del bianco · d2 pedone del bianco · f2 pedone del bianco · g2 pedone del bianco · h2 pedone del bianco · a1 torre del bianco · b1 cavallo del bianco · c1 alfiere del bianco · d1 donna del bianco · e1 re del bianco · f1 alfiere del bianco · h1 torre del bianco | a8 torre del nero · b8 cavallo del nero · c8 alfiere del nero · d8 donna del nero · e8 re del nero · f8 alfiere del nero · h8 torre del nero · a7 pedone del nero · b7 pedone del nero · c7 pedone del nero · e7 pedone del nero · f7 cavallo del bianco · g7 pedone del nero · h7 pedone del nero · d6 pedone del nero · f6 cavallo del nero · e4 pedone del bianco · a2 pedone del bianco · b2 pedone del bianco · c2 pedone del bianco · d2 pedone del bianco · f2 pedone del bianco · g2 pedone del bianco · h2 pedone del bianco · a1 torre del bianco · b1 cavallo del bianco · c1 alfiere del bianco · d1 donna del bianco · e1 re del bianco · f1 alfiere del bianco · h1 torre del bianco | a8 torre del nero · b8 cavallo del nero · c8 alfiere del nero · d8 donna del nero · e8 re del nero · f8 alfiere del nero · h8 torre del nero · a7 pedone del nero · b7 pedone del nero · c7 pedone del nero · e7 pedone del nero · f7 cavallo del bianco · g7 pedone del nero · h7 pedone del nero · d6 pedone del nero · f6 cavallo del nero · e4 pedone del bianco · a2 pedone del bianco · b2 pedone del bianco · c2 pedone del bianco · d2 pedone del bianco · f2 pedone del bianco · g2 pedone del bianco · h2 pedone del bianco · a1 torre del bianco · b1 cavallo del bianco · c1 alfiere del bianco · d1 donna del bianco · e1 re del bianco · f1 alfiere del bianco · h1 torre del bianco | a8 torre del nero · b8 cavallo del nero · c8 alfiere del nero · d8 donna del nero · e8 re del nero · f8 alfiere del nero · h8 torre del nero · a7 pedone del nero · b7 pedone del nero · c7 pedone del nero · e7 pedone del nero · f7 cavallo del bianco · g7 pedone del nero · h7 pedone del nero · d6 pedone del nero · f6 cavallo del nero · e4 pedone del bianco · a2 pedone del bianco · b2 pedone del bianco · c2 pedone del bianco · d2 pedone del bianco · f2 pedone del bianco · g2 pedone del bianco · h2 pedone del bianco · a1 torre del bianco · b1 cavallo del bianco · c1 alfiere del bianco · d1 donna del bianco · e1 re del bianco · f1 alfiere del bianco · h1 torre del bianco | a8 torre del nero · b8 cavallo del nero · c8 alfiere del nero · d8 donna del nero · e8 re del nero · f8 alfiere del nero · h8 torre del nero · a7 pedone del nero · b7 pedone del nero · c7 pedone del nero · e7 pedone del nero · f7 cavallo del bianco · g7 pedone del nero · h7 pedone del nero · d6 pedone del nero · f6 cavallo del nero · e4 pedone del bianco · a2 pedone del bianco · b2 pedone del bianco · c2 pedone del bianco · d2 pedone del bianco · f2 pedone del bianco · g2 pedone del bianco · h2 pedone del bianco · a1 torre del bianco · b1 cavallo del bianco · c1 alfiere del bianco · d1 donna del bianco · e1 re del bianco · f1 alfiere del bianco · h1 torre del bianco | a8 torre del nero · b8 cavallo del nero · c8 alfiere del nero · d8 donna del nero · e8 re del nero · f8 alfiere del nero · h8 torre del nero · a7 pedone del nero · b7 pedone del nero · c7 pedone del nero · e7 pedone del nero · f7 cavallo del bianco · g7 pedone del nero · h7 pedone del nero · d6 pedone del nero · f6 cavallo del nero · e4 pedone del bianco · a2 pedone del bianco · b2 pedone del bianco · c2 pedone del bianco · d2 pedone del bianco · f2 pedone del bianco · g2 pedone del bianco · h2 pedone del bianco · a1 torre del bianco · b1 cavallo del bianco · c1 alfiere del bianco · d1 donna del bianco · e1 re del bianco · f1 alfiere del bianco · h1 torre del bianco | 5 |
| 4 | a8 torre del nero · b8 cavallo del nero · c8 alfiere del nero · d8 donna del nero · e8 re del nero · f8 alfiere del nero · h8 torre del nero · a7 pedone del nero · b7 pedone del nero · c7 pedone del nero · e7 pedone del nero · f7 cavallo del bianco · g7 pedone del nero · h7 pedone del nero · d6 pedone del nero · f6 cavallo del nero · e4 pedone del bianco · a2 pedone del bianco · b2 pedone del bianco · c2 pedone del bianco · d2 pedone del bianco · f2 pedone del bianco · g2 pedone del bianco · h2 pedone del bianco · a1 torre del bianco · b1 cavallo del bianco · c1 alfiere del bianco · d1 donna del bianco · e1 re del bianco · f1 alfiere del bianco · h1 torre del bianco | a8 torre del nero · b8 cavallo del nero · c8 alfiere del nero · d8 donna del nero · e8 re del nero · f8 alfiere del nero · h8 torre del nero · a7 pedone del nero · b7 pedone del nero · c7 pedone del nero · e7 pedone del nero · f7 cavallo del bianco · g7 pedone del nero · h7 pedone del nero · d6 pedone del nero · f6 cavallo del nero · e4 pedone del bianco · a2 pedone del bianco · b2 pedone del bianco · c2 pedone del bianco · d2 pedone del bianco · f2 pedone del bianco · g2 pedone del bianco · h2 pedone del bianco · a1 torre del bianco · b1 cavallo del bianco · c1 alfiere del bianco · d1 donna del bianco · e1 re del bianco · f1 alfiere del bianco · h1 torre del bianco | a8 torre del nero · b8 cavallo del nero · c8 alfiere del nero · d8 donna del nero · e8 re del nero · f8 alfiere del nero · h8 torre del nero · a7 pedone del nero · b7 pedone del nero · c7 pedone del nero · e7 pedone del nero · f7 cavallo del bianco · g7 pedone del nero · h7 pedone del nero · d6 pedone del nero · f6 cavallo del nero · e4 pedone del bianco · a2 pedone del bianco · b2 pedone del bianco · c2 pedone del bianco · d2 pedone del bianco · f2 pedone del bianco · g2 pedone del bianco · h2 pedone del bianco · a1 torre del bianco · b1 cavallo del bianco · c1 alfiere del bianco · d1 donna del bianco · e1 re del bianco · f1 alfiere del bianco · h1 torre del bianco | a8 torre del nero · b8 cavallo del nero · c8 alfiere del nero · d8 donna del nero · e8 re del nero · f8 alfiere del nero · h8 torre del nero · a7 pedone del nero · b7 pedone del nero · c7 pedone del nero · e7 pedone del nero · f7 cavallo del bianco · g7 pedone del nero · h7 pedone del nero · d6 pedone del nero · f6 cavallo del nero · e4 pedone del bianco · a2 pedone del bianco · b2 pedone del bianco · c2 pedone del bianco · d2 pedone del bianco · f2 pedone del bianco · g2 pedone del bianco · h2 pedone del bianco · a1 torre del bianco · b1 cavallo del bianco · c1 alfiere del bianco · d1 donna del bianco · e1 re del bianco · f1 alfiere del bianco · h1 torre del bianco | a8 torre del nero · b8 cavallo del nero · c8 alfiere del nero · d8 donna del nero · e8 re del nero · f8 alfiere del nero · h8 torre del nero · a7 pedone del nero · b7 pedone del nero · c7 pedone del nero · e7 pedone del nero · f7 cavallo del bianco · g7 pedone del nero · h7 pedone del nero · d6 pedone del nero · f6 cavallo del nero · e4 pedone del bianco · a2 pedone del bianco · b2 pedone del bianco · c2 pedone del bianco · d2 pedone del bianco · f2 pedone del bianco · g2 pedone del bianco · h2 pedone del bianco · a1 torre del bianco · b1 cavallo del bianco · c1 alfiere del bianco · d1 donna del bianco · e1 re del bianco · f1 alfiere del bianco · h1 torre del bianco | a8 torre del nero · b8 cavallo del nero · c8 alfiere del nero · d8 donna del nero · e8 re del nero · f8 alfiere del nero · h8 torre del nero · a7 pedone del nero · b7 pedone del nero · c7 pedone del nero · e7 pedone del nero · f7 cavallo del bianco · g7 pedone del nero · h7 pedone del nero · d6 pedone del nero · f6 cavallo del nero · e4 pedone del bianco · a2 pedone del bianco · b2 pedone del bianco · c2 pedone del bianco · d2 pedone del bianco · f2 pedone del bianco · g2 pedone del bianco · h2 pedone del bianco · a1 torre del bianco · b1 cavallo del bianco · c1 alfiere del bianco · d1 donna del bianco · e1 re del bianco · f1 alfiere del bianco · h1 torre del bianco | a8 torre del nero · b8 cavallo del nero · c8 alfiere del nero · d8 donna del nero · e8 re del nero · f8 alfiere del nero · h8 torre del nero · a7 pedone del nero · b7 pedone del nero · c7 pedone del nero · e7 pedone del nero · f7 cavallo del bianco · g7 pedone del nero · h7 pedone del nero · d6 pedone del nero · f6 cavallo del nero · e4 pedone del bianco · a2 pedone del bianco · b2 pedone del bianco · c2 pedone del bianco · d2 pedone del bianco · f2 pedone del bianco · g2 pedone del bianco · h2 pedone del bianco · a1 torre del bianco · b1 cavallo del bianco · c1 alfiere del bianco · d1 donna del bianco · e1 re del bianco · f1 alfiere del bianco · h1 torre del bianco | a8 torre del nero · b8 cavallo del nero · c8 alfiere del nero · d8 donna del nero · e8 re del nero · f8 alfiere del nero · h8 torre del nero · a7 pedone del nero · b7 pedone del nero · c7 pedone del nero · e7 pedone del nero · f7 cavallo del bianco · g7 pedone del nero · h7 pedone del nero · d6 pedone del nero · f6 cavallo del nero · e4 pedone del bianco · a2 pedone del bianco · b2 pedone del bianco · c2 pedone del bianco · d2 pedone del bianco · f2 pedone del bianco · g2 pedone del bianco · h2 pedone del bianco · a1 torre del bianco · b1 cavallo del bianco · c1 alfiere del bianco · d1 donna del bianco · e1 re del bianco · f1 alfiere del bianco · h1 torre del bianco | 4 |
| 3 | a8 torre del nero · b8 cavallo del nero · c8 alfiere del nero · d8 donna del nero · e8 re del nero · f8 alfiere del nero · h8 torre del nero · a7 pedone del nero · b7 pedone del nero · c7 pedone del nero · e7 pedone del nero · f7 cavallo del bianco · g7 pedone del nero · h7 pedone del nero · d6 pedone del nero · f6 cavallo del nero · e4 pedone del bianco · a2 pedone del bianco · b2 pedone del bianco · c2 pedone del bianco · d2 pedone del bianco · f2 pedone del bianco · g2 pedone del bianco · h2 pedone del bianco · a1 torre del bianco · b1 cavallo del bianco · c1 alfiere del bianco · d1 donna del bianco · e1 re del bianco · f1 alfiere del bianco · h1 torre del bianco | a8 torre del nero · b8 cavallo del nero · c8 alfiere del nero · d8 donna del nero · e8 re del nero · f8 alfiere del nero · h8 torre del nero · a7 pedone del nero · b7 pedone del nero · c7 pedone del nero · e7 pedone del nero · f7 cavallo del bianco · g7 pedone del nero · h7 pedone del nero · d6 pedone del nero · f6 cavallo del nero · e4 pedone del bianco · a2 pedone del bianco · b2 pedone del bianco · c2 pedone del bianco · d2 pedone del bianco · f2 pedone del bianco · g2 pedone del bianco · h2 pedone del bianco · a1 torre del bianco · b1 cavallo del bianco · c1 alfiere del bianco · d1 donna del bianco · e1 re del bianco · f1 alfiere del bianco · h1 torre del bianco | a8 torre del nero · b8 cavallo del nero · c8 alfiere del nero · d8 donna del nero · e8 re del nero · f8 alfiere del nero · h8 torre del nero · a7 pedone del nero · b7 pedone del nero · c7 pedone del nero · e7 pedone del nero · f7 cavallo del bianco · g7 pedone del nero · h7 pedone del nero · d6 pedone del nero · f6 cavallo del nero · e4 pedone del bianco · a2 pedone del bianco · b2 pedone del bianco · c2 pedone del bianco · d2 pedone del bianco · f2 pedone del bianco · g2 pedone del bianco · h2 pedone del bianco · a1 torre del bianco · b1 cavallo del bianco · c1 alfiere del bianco · d1 donna del bianco · e1 re del bianco · f1 alfiere del bianco · h1 torre del bianco | a8 torre del nero · b8 cavallo del nero · c8 alfiere del nero · d8 donna del nero · e8 re del nero · f8 alfiere del nero · h8 torre del nero · a7 pedone del nero · b7 pedone del nero · c7 pedone del nero · e7 pedone del nero · f7 cavallo del bianco · g7 pedone del nero · h7 pedone del nero · d6 pedone del nero · f6 cavallo del nero · e4 pedone del bianco · a2 pedone del bianco · b2 pedone del bianco · c2 pedone del bianco · d2 pedone del bianco · f2 pedone del bianco · g2 pedone del bianco · h2 pedone del bianco · a1 torre del bianco · b1 cavallo del bianco · c1 alfiere del bianco · d1 donna del bianco · e1 re del bianco · f1 alfiere del bianco · h1 torre del bianco | a8 torre del nero · b8 cavallo del nero · c8 alfiere del nero · d8 donna del nero · e8 re del nero · f8 alfiere del nero · h8 torre del nero · a7 pedone del nero · b7 pedone del nero · c7 pedone del nero · e7 pedone del nero · f7 cavallo del bianco · g7 pedone del nero · h7 pedone del nero · d6 pedone del nero · f6 cavallo del nero · e4 pedone del bianco · a2 pedone del bianco · b2 pedone del bianco · c2 pedone del bianco · d2 pedone del bianco · f2 pedone del bianco · g2 pedone del bianco · h2 pedone del bianco · a1 torre del bianco · b1 cavallo del bianco · c1 alfiere del bianco · d1 donna del bianco · e1 re del bianco · f1 alfiere del bianco · h1 torre del bianco | a8 torre del nero · b8 cavallo del nero · c8 alfiere del nero · d8 donna del nero · e8 re del nero · f8 alfiere del nero · h8 torre del nero · a7 pedone del nero · b7 pedone del nero · c7 pedone del nero · e7 pedone del nero · f7 cavallo del bianco · g7 pedone del nero · h7 pedone del nero · d6 pedone del nero · f6 cavallo del nero · e4 pedone del bianco · a2 pedone del bianco · b2 pedone del bianco · c2 pedone del bianco · d2 pedone del bianco · f2 pedone del bianco · g2 pedone del bianco · h2 pedone del bianco · a1 torre del bianco · b1 cavallo del bianco · c1 alfiere del bianco · d1 donna del bianco · e1 re del bianco · f1 alfiere del bianco · h1 torre del bianco | a8 torre del nero · b8 cavallo del nero · c8 alfiere del nero · d8 donna del nero · e8 re del nero · f8 alfiere del nero · h8 torre del nero · a7 pedone del nero · b7 pedone del nero · c7 pedone del nero · e7 pedone del nero · f7 cavallo del bianco · g7 pedone del nero · h7 pedone del nero · d6 pedone del nero · f6 cavallo del nero · e4 pedone del bianco · a2 pedone del bianco · b2 pedone del bianco · c2 pedone del bianco · d2 pedone del bianco · f2 pedone del bianco · g2 pedone del bianco · h2 pedone del bianco · a1 torre del bianco · b1 cavallo del bianco · c1 alfiere del bianco · d1 donna del bianco · e1 re del bianco · f1 alfiere del bianco · h1 torre del bianco | a8 torre del nero · b8 cavallo del nero · c8 alfiere del nero · d8 donna del nero · e8 re del nero · f8 alfiere del nero · h8 torre del nero · a7 pedone del nero · b7 pedone del nero · c7 pedone del nero · e7 pedone del nero · f7 cavallo del bianco · g7 pedone del nero · h7 pedone del nero · d6 pedone del nero · f6 cavallo del nero · e4 pedone del bianco · a2 pedone del bianco · b2 pedone del bianco · c2 pedone del bianco · d2 pedone del bianco · f2 pedone del bianco · g2 pedone del bianco · h2 pedone del bianco · a1 torre del bianco · b1 cavallo del bianco · c1 alfiere del bianco · d1 donna del bianco · e1 re del bianco · f1 alfiere del bianco · h1 torre del bianco | 3 |
| 2 | a8 torre del nero · b8 cavallo del nero · c8 alfiere del nero · d8 donna del nero · e8 re del nero · f8 alfiere del nero · h8 torre del nero · a7 pedone del nero · b7 pedone del nero · c7 pedone del nero · e7 pedone del nero · f7 cavallo del bianco · g7 pedone del nero · h7 pedone del nero · d6 pedone del nero · f6 cavallo del nero · e4 pedone del bianco · a2 pedone del bianco · b2 pedone del bianco · c2 pedone del bianco · d2 pedone del bianco · f2 pedone del bianco · g2 pedone del bianco · h2 pedone del bianco · a1 torre del bianco · b1 cavallo del bianco · c1 alfiere del bianco · d1 donna del bianco · e1 re del bianco · f1 alfiere del bianco · h1 torre del bianco | a8 torre del nero · b8 cavallo del nero · c8 alfiere del nero · d8 donna del nero · e8 re del nero · f8 alfiere del nero · h8 torre del nero · a7 pedone del nero · b7 pedone del nero · c7 pedone del nero · e7 pedone del nero · f7 cavallo del bianco · g7 pedone del nero · h7 pedone del nero · d6 pedone del nero · f6 cavallo del nero · e4 pedone del bianco · a2 pedone del bianco · b2 pedone del bianco · c2 pedone del bianco · d2 pedone del bianco · f2 pedone del bianco · g2 pedone del bianco · h2 pedone del bianco · a1 torre del bianco · b1 cavallo del bianco · c1 alfiere del bianco · d1 donna del bianco · e1 re del bianco · f1 alfiere del bianco · h1 torre del bianco | a8 torre del nero · b8 cavallo del nero · c8 alfiere del nero · d8 donna del nero · e8 re del nero · f8 alfiere del nero · h8 torre del nero · a7 pedone del nero · b7 pedone del nero · c7 pedone del nero · e7 pedone del nero · f7 cavallo del bianco · g7 pedone del nero · h7 pedone del nero · d6 pedone del nero · f6 cavallo del nero · e4 pedone del bianco · a2 pedone del bianco · b2 pedone del bianco · c2 pedone del bianco · d2 pedone del bianco · f2 pedone del bianco · g2 pedone del bianco · h2 pedone del bianco · a1 torre del bianco · b1 cavallo del bianco · c1 alfiere del bianco · d1 donna del bianco · e1 re del bianco · f1 alfiere del bianco · h1 torre del bianco | a8 torre del nero · b8 cavallo del nero · c8 alfiere del nero · d8 donna del nero · e8 re del nero · f8 alfiere del nero · h8 torre del nero · a7 pedone del nero · b7 pedone del nero · c7 pedone del nero · e7 pedone del nero · f7 cavallo del bianco · g7 pedone del nero · h7 pedone del nero · d6 pedone del nero · f6 cavallo del nero · e4 pedone del bianco · a2 pedone del bianco · b2 pedone del bianco · c2 pedone del bianco · d2 pedone del bianco · f2 pedone del bianco · g2 pedone del bianco · h2 pedone del bianco · a1 torre del bianco · b1 cavallo del bianco · c1 alfiere del bianco · d1 donna del bianco · e1 re del bianco · f1 alfiere del bianco · h1 torre del bianco | a8 torre del nero · b8 cavallo del nero · c8 alfiere del nero · d8 donna del nero · e8 re del nero · f8 alfiere del nero · h8 torre del nero · a7 pedone del nero · b7 pedone del nero · c7 pedone del nero · e7 pedone del nero · f7 cavallo del bianco · g7 pedone del nero · h7 pedone del nero · d6 pedone del nero · f6 cavallo del nero · e4 pedone del bianco · a2 pedone del bianco · b2 pedone del bianco · c2 pedone del bianco · d2 pedone del bianco · f2 pedone del bianco · g2 pedone del bianco · h2 pedone del bianco · a1 torre del bianco · b1 cavallo del bianco · c1 alfiere del bianco · d1 donna del bianco · e1 re del bianco · f1 alfiere del bianco · h1 torre del bianco | a8 torre del nero · b8 cavallo del nero · c8 alfiere del nero · d8 donna del nero · e8 re del nero · f8 alfiere del nero · h8 torre del nero · a7 pedone del nero · b7 pedone del nero · c7 pedone del nero · e7 pedone del nero · f7 cavallo del bianco · g7 pedone del nero · h7 pedone del nero · d6 pedone del nero · f6 cavallo del nero · e4 pedone del bianco · a2 pedone del bianco · b2 pedone del bianco · c2 pedone del bianco · d2 pedone del bianco · f2 pedone del bianco · g2 pedone del bianco · h2 pedone del bianco · a1 torre del bianco · b1 cavallo del bianco · c1 alfiere del bianco · d1 donna del bianco · e1 re del bianco · f1 alfiere del bianco · h1 torre del bianco | a8 torre del nero · b8 cavallo del nero · c8 alfiere del nero · d8 donna del nero · e8 re del nero · f8 alfiere del nero · h8 torre del nero · a7 pedone del nero · b7 pedone del nero · c7 pedone del nero · e7 pedone del nero · f7 cavallo del bianco · g7 pedone del nero · h7 pedone del nero · d6 pedone del nero · f6 cavallo del nero · e4 pedone del bianco · a2 pedone del bianco · b2 pedone del bianco · c2 pedone del bianco · d2 pedone del bianco · f2 pedone del bianco · g2 pedone del bianco · h2 pedone del bianco · a1 torre del bianco · b1 cavallo del bianco · c1 alfiere del bianco · d1 donna del bianco · e1 re del bianco · f1 alfiere del bianco · h1 torre del bianco | a8 torre del nero · b8 cavallo del nero · c8 alfiere del nero · d8 donna del nero · e8 re del nero · f8 alfiere del nero · h8 torre del nero · a7 pedone del nero · b7 pedone del nero · c7 pedone del nero · e7 pedone del nero · f7 cavallo del bianco · g7 pedone del nero · h7 pedone del nero · d6 pedone del nero · f6 cavallo del nero · e4 pedone del bianco · a2 pedone del bianco · b2 pedone del bianco · c2 pedone del bianco · d2 pedone del bianco · f2 pedone del bianco · g2 pedone del bianco · h2 pedone del bianco · a1 torre del bianco · b1 cavallo del bianco · c1 alfiere del bianco · d1 donna del bianco · e1 re del bianco · f1 alfiere del bianco · h1 torre del bianco | 2 |
| 1 | a8 torre del nero · b8 cavallo del nero · c8 alfiere del nero · d8 donna del nero · e8 re del nero · f8 alfiere del nero · h8 torre del nero · a7 pedone del nero · b7 pedone del nero · c7 pedone del nero · e7 pedone del nero · f7 cavallo del bianco · g7 pedone del nero · h7 pedone del nero · d6 pedone del nero · f6 cavallo del nero · e4 pedone del bianco · a2 pedone del bianco · b2 pedone del bianco · c2 pedone del bianco · d2 pedone del bianco · f2 pedone del bianco · g2 pedone del bianco · h2 pedone del bianco · a1 torre del bianco · b1 cavallo del bianco · c1 alfiere del bianco · d1 donna del bianco · e1 re del bianco · f1 alfiere del bianco · h1 torre del bianco | a8 torre del nero · b8 cavallo del nero · c8 alfiere del nero · d8 donna del nero · e8 re del nero · f8 alfiere del nero · h8 torre del nero · a7 pedone del nero · b7 pedone del nero · c7 pedone del nero · e7 pedone del nero · f7 cavallo del bianco · g7 pedone del nero · h7 pedone del nero · d6 pedone del nero · f6 cavallo del nero · e4 pedone del bianco · a2 pedone del bianco · b2 pedone del bianco · c2 pedone del bianco · d2 pedone del bianco · f2 pedone del bianco · g2 pedone del bianco · h2 pedone del bianco · a1 torre del bianco · b1 cavallo del bianco · c1 alfiere del bianco · d1 donna del bianco · e1 re del bianco · f1 alfiere del bianco · h1 torre del bianco | a8 torre del nero · b8 cavallo del nero · c8 alfiere del nero · d8 donna del nero · e8 re del nero · f8 alfiere del nero · h8 torre del nero · a7 pedone del nero · b7 pedone del nero · c7 pedone del nero · e7 pedone del nero · f7 cavallo del bianco · g7 pedone del nero · h7 pedone del nero · d6 pedone del nero · f6 cavallo del nero · e4 pedone del bianco · a2 pedone del bianco · b2 pedone del bianco · c2 pedone del bianco · d2 pedone del bianco · f2 pedone del bianco · g2 pedone del bianco · h2 pedone del bianco · a1 torre del bianco · b1 cavallo del bianco · c1 alfiere del bianco · d1 donna del bianco · e1 re del bianco · f1 alfiere del bianco · h1 torre del bianco | a8 torre del nero · b8 cavallo del nero · c8 alfiere del nero · d8 donna del nero · e8 re del nero · f8 alfiere del nero · h8 torre del nero · a7 pedone del nero · b7 pedone del nero · c7 pedone del nero · e7 pedone del nero · f7 cavallo del bianco · g7 pedone del nero · h7 pedone del nero · d6 pedone del nero · f6 cavallo del nero · e4 pedone del bianco · a2 pedone del bianco · b2 pedone del bianco · c2 pedone del bianco · d2 pedone del bianco · f2 pedone del bianco · g2 pedone del bianco · h2 pedone del bianco · a1 torre del bianco · b1 cavallo del bianco · c1 alfiere del bianco · d1 donna del bianco · e1 re del bianco · f1 alfiere del bianco · h1 torre del bianco | a8 torre del nero · b8 cavallo del nero · c8 alfiere del nero · d8 donna del nero · e8 re del nero · f8 alfiere del nero · h8 torre del nero · a7 pedone del nero · b7 pedone del nero · c7 pedone del nero · e7 pedone del nero · f7 cavallo del bianco · g7 pedone del nero · h7 pedone del nero · d6 pedone del nero · f6 cavallo del nero · e4 pedone del bianco · a2 pedone del bianco · b2 pedone del bianco · c2 pedone del bianco · d2 pedone del bianco · f2 pedone del bianco · g2 pedone del bianco · h2 pedone del bianco · a1 torre del bianco · b1 cavallo del bianco · c1 alfiere del bianco · d1 donna del bianco · e1 re del bianco · f1 alfiere del bianco · h1 torre del bianco | a8 torre del nero · b8 cavallo del nero · c8 alfiere del nero · d8 donna del nero · e8 re del nero · f8 alfiere del nero · h8 torre del nero · a7 pedone del nero · b7 pedone del nero · c7 pedone del nero · e7 pedone del nero · f7 cavallo del bianco · g7 pedone del nero · h7 pedone del nero · d6 pedone del nero · f6 cavallo del nero · e4 pedone del bianco · a2 pedone del bianco · b2 pedone del bianco · c2 pedone del bianco · d2 pedone del bianco · f2 pedone del bianco · g2 pedone del bianco · h2 pedone del bianco · a1 torre del bianco · b1 cavallo del bianco · c1 alfiere del bianco · d1 donna del bianco · e1 re del bianco · f1 alfiere del bianco · h1 torre del bianco | a8 torre del nero · b8 cavallo del nero · c8 alfiere del nero · d8 donna del nero · e8 re del nero · f8 alfiere del nero · h8 torre del nero · a7 pedone del nero · b7 pedone del nero · c7 pedone del nero · e7 pedone del nero · f7 cavallo del bianco · g7 pedone del nero · h7 pedone del nero · d6 pedone del nero · f6 cavallo del nero · e4 pedone del bianco · a2 pedone del bianco · b2 pedone del bianco · c2 pedone del bianco · d2 pedone del bianco · f2 pedone del bianco · g2 pedone del bianco · h2 pedone del bianco · a1 torre del bianco · b1 cavallo del bianco · c1 alfiere del bianco · d1 donna del bianco · e1 re del bianco · f1 alfiere del bianco · h1 torre del bianco | a8 torre del nero · b8 cavallo del nero · c8 alfiere del nero · d8 donna del nero · e8 re del nero · f8 alfiere del nero · h8 torre del nero · a7 pedone del nero · b7 pedone del nero · c7 pedone del nero · e7 pedone del nero · f7 cavallo del bianco · g7 pedone del nero · h7 pedone del nero · d6 pedone del nero · f6 cavallo del nero · e4 pedone del bianco · a2 pedone del bianco · b2 pedone del bianco · c2 pedone del bianco · d2 pedone del bianco · f2 pedone del bianco · g2 pedone del bianco · h2 pedone del bianco · a1 torre del bianco · b1 cavallo del bianco · c1 alfiere del bianco · d1 donna del bianco · e1 re del bianco · f1 alfiere del bianco · h1 torre del bianco | 1 |
|   | a | b | c | d | e | f | g | h |   |

Dopo 3. Cxe5 d6 il Bianco può decidere di non ritirare il cavallo giocando 4.Cxf7. Questa variante prende il nome di gambetto Cochrane.
Tuttavia, la teoria giudica non corretto questo sacrificio di un pezzo leggero, in quanto svantaggioso per il giocatore con il Bianco; riassumendo la situazione è la seguente:
- il Bianco ha mangiato due pedoni dell'avversario in cambio del Cavallo Nero, inoltre, il pedone e4 domina una posizione centrale, anche se al momento non è adeguatamente protetto
- il Re del Nero si trova in una posizione scomoda, deve perdere alcuni tempi per portarsi in una posizione sicura e non ha più la possibilità di arroccare
- la perdita del pedone f del Nero implica che il Bianco può giocare in sequenza le mosse d2-d4, f2-f4 e e4-e5, evitando ripercussione dal Cavallo del Nero in posizione f6
- è presente la minaccia Ab4+, a cui è normale rispondere con Ae6, ma dopo che il Bianco avrà scambiato gli Alfieri, il Re Nero si trova nella casa e6, praticamente nel centro della scacchiera con tutti i pezzi del Bianco pronti ad attaccarlo.

L'unica risposta naturale per il Nero contro il gambetto è 4...Rxf7, anche se qualche giocatore tenta le risposte 4...Cxe4 o 4...De7.
Dopo la ripresa del Re, al Bianco si aprono le possibilità seguenti:

#### Altre varianti
Altre varianti poco giocate sono 5.d3, 5.Df3 e 5.e5, ma tutte quante portano ad una posizione svantaggiosa per il Nero.
Ciò premesso, va rilevato che il tentativo di vincere su questo fallace presupposto è stato azzardato ripetutamente anche ad alto livello: dai campioni Veselin Topalov e Nigel Short, per esempio.

### Gambetto Stafford
|   | a | b | c | d | e | f | g | h |   |
| 8 | a8 torre del nero · c8 alfiere del nero · d8 donna del nero · e8 re del nero · f8 alfiere del nero · h8 torre del nero · a7 pedone del nero · b7 pedone del nero · c7 pedone del nero · d7 pedone del nero · f7 pedone del nero · g7 pedone del nero · h7 pedone del nero · c6 cavallo del nero · f6 cavallo del nero · e5 cavallo del bianco · e4 pedone del bianco · a2 pedone del bianco · b2 pedone del bianco · c2 pedone del bianco · d2 pedone del bianco · f2 pedone del bianco · g2 pedone del bianco · h2 pedone del bianco · a1 torre del bianco · b1 cavallo del bianco · c1 alfiere del bianco · d1 donna del bianco · e1 re del bianco · f1 alfiere del bianco · g1 cavallo del bianco · h1 torre del bianco | a8 torre del nero · c8 alfiere del nero · d8 donna del nero · e8 re del nero · f8 alfiere del nero · h8 torre del nero · a7 pedone del nero · b7 pedone del nero · c7 pedone del nero · d7 pedone del nero · f7 pedone del nero · g7 pedone del nero · h7 pedone del nero · c6 cavallo del nero · f6 cavallo del nero · e5 cavallo del bianco · e4 pedone del bianco · a2 pedone del bianco · b2 pedone del bianco · c2 pedone del bianco · d2 pedone del bianco · f2 pedone del bianco · g2 pedone del bianco · h2 pedone del bianco · a1 torre del bianco · b1 cavallo del bianco · c1 alfiere del bianco · d1 donna del bianco · e1 re del bianco · f1 alfiere del bianco · g1 cavallo del bianco · h1 torre del bianco | a8 torre del nero · c8 alfiere del nero · d8 donna del nero · e8 re del nero · f8 alfiere del nero · h8 torre del nero · a7 pedone del nero · b7 pedone del nero · c7 pedone del nero · d7 pedone del nero · f7 pedone del nero · g7 pedone del nero · h7 pedone del nero · c6 cavallo del nero · f6 cavallo del nero · e5 cavallo del bianco · e4 pedone del bianco · a2 pedone del bianco · b2 pedone del bianco · c2 pedone del bianco · d2 pedone del bianco · f2 pedone del bianco · g2 pedone del bianco · h2 pedone del bianco · a1 torre del bianco · b1 cavallo del bianco · c1 alfiere del bianco · d1 donna del bianco · e1 re del bianco · f1 alfiere del bianco · g1 cavallo del bianco · h1 torre del bianco | a8 torre del nero · c8 alfiere del nero · d8 donna del nero · e8 re del nero · f8 alfiere del nero · h8 torre del nero · a7 pedone del nero · b7 pedone del nero · c7 pedone del nero · d7 pedone del nero · f7 pedone del nero · g7 pedone del nero · h7 pedone del nero · c6 cavallo del nero · f6 cavallo del nero · e5 cavallo del bianco · e4 pedone del bianco · a2 pedone del bianco · b2 pedone del bianco · c2 pedone del bianco · d2 pedone del bianco · f2 pedone del bianco · g2 pedone del bianco · h2 pedone del bianco · a1 torre del bianco · b1 cavallo del bianco · c1 alfiere del bianco · d1 donna del bianco · e1 re del bianco · f1 alfiere del bianco · g1 cavallo del bianco · h1 torre del bianco | a8 torre del nero · c8 alfiere del nero · d8 donna del nero · e8 re del nero · f8 alfiere del nero · h8 torre del nero · a7 pedone del nero · b7 pedone del nero · c7 pedone del nero · d7 pedone del nero · f7 pedone del nero · g7 pedone del nero · h7 pedone del nero · c6 cavallo del nero · f6 cavallo del nero · e5 cavallo del bianco · e4 pedone del bianco · a2 pedone del bianco · b2 pedone del bianco · c2 pedone del bianco · d2 pedone del bianco · f2 pedone del bianco · g2 pedone del bianco · h2 pedone del bianco · a1 torre del bianco · b1 cavallo del bianco · c1 alfiere del bianco · d1 donna del bianco · e1 re del bianco · f1 alfiere del bianco · g1 cavallo del bianco · h1 torre del bianco | a8 torre del nero · c8 alfiere del nero · d8 donna del nero · e8 re del nero · f8 alfiere del nero · h8 torre del nero · a7 pedone del nero · b7 pedone del nero · c7 pedone del nero · d7 pedone del nero · f7 pedone del nero · g7 pedone del nero · h7 pedone del nero · c6 cavallo del nero · f6 cavallo del nero · e5 cavallo del bianco · e4 pedone del bianco · a2 pedone del bianco · b2 pedone del bianco · c2 pedone del bianco · d2 pedone del bianco · f2 pedone del bianco · g2 pedone del bianco · h2 pedone del bianco · a1 torre del bianco · b1 cavallo del bianco · c1 alfiere del bianco · d1 donna del bianco · e1 re del bianco · f1 alfiere del bianco · g1 cavallo del bianco · h1 torre del bianco | a8 torre del nero · c8 alfiere del nero · d8 donna del nero · e8 re del nero · f8 alfiere del nero · h8 torre del nero · a7 pedone del nero · b7 pedone del nero · c7 pedone del nero · d7 pedone del nero · f7 pedone del nero · g7 pedone del nero · h7 pedone del nero · c6 cavallo del nero · f6 cavallo del nero · e5 cavallo del bianco · e4 pedone del bianco · a2 pedone del bianco · b2 pedone del bianco · c2 pedone del bianco · d2 pedone del bianco · f2 pedone del bianco · g2 pedone del bianco · h2 pedone del bianco · a1 torre del bianco · b1 cavallo del bianco · c1 alfiere del bianco · d1 donna del bianco · e1 re del bianco · f1 alfiere del bianco · g1 cavallo del bianco · h1 torre del bianco | a8 torre del nero · c8 alfiere del nero · d8 donna del nero · e8 re del nero · f8 alfiere del nero · h8 torre del nero · a7 pedone del nero · b7 pedone del nero · c7 pedone del nero · d7 pedone del nero · f7 pedone del nero · g7 pedone del nero · h7 pedone del nero · c6 cavallo del nero · f6 cavallo del nero · e5 cavallo del bianco · e4 pedone del bianco · a2 pedone del bianco · b2 pedone del bianco · c2 pedone del bianco · d2 pedone del bianco · f2 pedone del bianco · g2 pedone del bianco · h2 pedone del bianco · a1 torre del bianco · b1 cavallo del bianco · c1 alfiere del bianco · d1 donna del bianco · e1 re del bianco · f1 alfiere del bianco · g1 cavallo del bianco · h1 torre del bianco | 8 |
| 7 | a8 torre del nero · c8 alfiere del nero · d8 donna del nero · e8 re del nero · f8 alfiere del nero · h8 torre del nero · a7 pedone del nero · b7 pedone del nero · c7 pedone del nero · d7 pedone del nero · f7 pedone del nero · g7 pedone del nero · h7 pedone del nero · c6 cavallo del nero · f6 cavallo del nero · e5 cavallo del bianco · e4 pedone del bianco · a2 pedone del bianco · b2 pedone del bianco · c2 pedone del bianco · d2 pedone del bianco · f2 pedone del bianco · g2 pedone del bianco · h2 pedone del bianco · a1 torre del bianco · b1 cavallo del bianco · c1 alfiere del bianco · d1 donna del bianco · e1 re del bianco · f1 alfiere del bianco · g1 cavallo del bianco · h1 torre del bianco | a8 torre del nero · c8 alfiere del nero · d8 donna del nero · e8 re del nero · f8 alfiere del nero · h8 torre del nero · a7 pedone del nero · b7 pedone del nero · c7 pedone del nero · d7 pedone del nero · f7 pedone del nero · g7 pedone del nero · h7 pedone del nero · c6 cavallo del nero · f6 cavallo del nero · e5 cavallo del bianco · e4 pedone del bianco · a2 pedone del bianco · b2 pedone del bianco · c2 pedone del bianco · d2 pedone del bianco · f2 pedone del bianco · g2 pedone del bianco · h2 pedone del bianco · a1 torre del bianco · b1 cavallo del bianco · c1 alfiere del bianco · d1 donna del bianco · e1 re del bianco · f1 alfiere del bianco · g1 cavallo del bianco · h1 torre del bianco | a8 torre del nero · c8 alfiere del nero · d8 donna del nero · e8 re del nero · f8 alfiere del nero · h8 torre del nero · a7 pedone del nero · b7 pedone del nero · c7 pedone del nero · d7 pedone del nero · f7 pedone del nero · g7 pedone del nero · h7 pedone del nero · c6 cavallo del nero · f6 cavallo del nero · e5 cavallo del bianco · e4 pedone del bianco · a2 pedone del bianco · b2 pedone del bianco · c2 pedone del bianco · d2 pedone del bianco · f2 pedone del bianco · g2 pedone del bianco · h2 pedone del bianco · a1 torre del bianco · b1 cavallo del bianco · c1 alfiere del bianco · d1 donna del bianco · e1 re del bianco · f1 alfiere del bianco · g1 cavallo del bianco · h1 torre del bianco | a8 torre del nero · c8 alfiere del nero · d8 donna del nero · e8 re del nero · f8 alfiere del nero · h8 torre del nero · a7 pedone del nero · b7 pedone del nero · c7 pedone del nero · d7 pedone del nero · f7 pedone del nero · g7 pedone del nero · h7 pedone del nero · c6 cavallo del nero · f6 cavallo del nero · e5 cavallo del bianco · e4 pedone del bianco · a2 pedone del bianco · b2 pedone del bianco · c2 pedone del bianco · d2 pedone del bianco · f2 pedone del bianco · g2 pedone del bianco · h2 pedone del bianco · a1 torre del bianco · b1 cavallo del bianco · c1 alfiere del bianco · d1 donna del bianco · e1 re del bianco · f1 alfiere del bianco · g1 cavallo del bianco · h1 torre del bianco | a8 torre del nero · c8 alfiere del nero · d8 donna del nero · e8 re del nero · f8 alfiere del nero · h8 torre del nero · a7 pedone del nero · b7 pedone del nero · c7 pedone del nero · d7 pedone del nero · f7 pedone del nero · g7 pedone del nero · h7 pedone del nero · c6 cavallo del nero · f6 cavallo del nero · e5 cavallo del bianco · e4 pedone del bianco · a2 pedone del bianco · b2 pedone del bianco · c2 pedone del bianco · d2 pedone del bianco · f2 pedone del bianco · g2 pedone del bianco · h2 pedone del bianco · a1 torre del bianco · b1 cavallo del bianco · c1 alfiere del bianco · d1 donna del bianco · e1 re del bianco · f1 alfiere del bianco · g1 cavallo del bianco · h1 torre del bianco | a8 torre del nero · c8 alfiere del nero · d8 donna del nero · e8 re del nero · f8 alfiere del nero · h8 torre del nero · a7 pedone del nero · b7 pedone del nero · c7 pedone del nero · d7 pedone del nero · f7 pedone del nero · g7 pedone del nero · h7 pedone del nero · c6 cavallo del nero · f6 cavallo del nero · e5 cavallo del bianco · e4 pedone del bianco · a2 pedone del bianco · b2 pedone del bianco · c2 pedone del bianco · d2 pedone del bianco · f2 pedone del bianco · g2 pedone del bianco · h2 pedone del bianco · a1 torre del bianco · b1 cavallo del bianco · c1 alfiere del bianco · d1 donna del bianco · e1 re del bianco · f1 alfiere del bianco · g1 cavallo del bianco · h1 torre del bianco | a8 torre del nero · c8 alfiere del nero · d8 donna del nero · e8 re del nero · f8 alfiere del nero · h8 torre del nero · a7 pedone del nero · b7 pedone del nero · c7 pedone del nero · d7 pedone del nero · f7 pedone del nero · g7 pedone del nero · h7 pedone del nero · c6 cavallo del nero · f6 cavallo del nero · e5 cavallo del bianco · e4 pedone del bianco · a2 pedone del bianco · b2 pedone del bianco · c2 pedone del bianco · d2 pedone del bianco · f2 pedone del bianco · g2 pedone del bianco · h2 pedone del bianco · a1 torre del bianco · b1 cavallo del bianco · c1 alfiere del bianco · d1 donna del bianco · e1 re del bianco · f1 alfiere del bianco · g1 cavallo del bianco · h1 torre del bianco | a8 torre del nero · c8 alfiere del nero · d8 donna del nero · e8 re del nero · f8 alfiere del nero · h8 torre del nero · a7 pedone del nero · b7 pedone del nero · c7 pedone del nero · d7 pedone del nero · f7 pedone del nero · g7 pedone del nero · h7 pedone del nero · c6 cavallo del nero · f6 cavallo del nero · e5 cavallo del bianco · e4 pedone del bianco · a2 pedone del bianco · b2 pedone del bianco · c2 pedone del bianco · d2 pedone del bianco · f2 pedone del bianco · g2 pedone del bianco · h2 pedone del bianco · a1 torre del bianco · b1 cavallo del bianco · c1 alfiere del bianco · d1 donna del bianco · e1 re del bianco · f1 alfiere del bianco · g1 cavallo del bianco · h1 torre del bianco | 7 |
| 6 | a8 torre del nero · c8 alfiere del nero · d8 donna del nero · e8 re del nero · f8 alfiere del nero · h8 torre del nero · a7 pedone del nero · b7 pedone del nero · c7 pedone del nero · d7 pedone del nero · f7 pedone del nero · g7 pedone del nero · h7 pedone del nero · c6 cavallo del nero · f6 cavallo del nero · e5 cavallo del bianco · e4 pedone del bianco · a2 pedone del bianco · b2 pedone del bianco · c2 pedone del bianco · d2 pedone del bianco · f2 pedone del bianco · g2 pedone del bianco · h2 pedone del bianco · a1 torre del bianco · b1 cavallo del bianco · c1 alfiere del bianco · d1 donna del bianco · e1 re del bianco · f1 alfiere del bianco · g1 cavallo del bianco · h1 torre del bianco | a8 torre del nero · c8 alfiere del nero · d8 donna del nero · e8 re del nero · f8 alfiere del nero · h8 torre del nero · a7 pedone del nero · b7 pedone del nero · c7 pedone del nero · d7 pedone del nero · f7 pedone del nero · g7 pedone del nero · h7 pedone del nero · c6 cavallo del nero · f6 cavallo del nero · e5 cavallo del bianco · e4 pedone del bianco · a2 pedone del bianco · b2 pedone del bianco · c2 pedone del bianco · d2 pedone del bianco · f2 pedone del bianco · g2 pedone del bianco · h2 pedone del bianco · a1 torre del bianco · b1 cavallo del bianco · c1 alfiere del bianco · d1 donna del bianco · e1 re del bianco · f1 alfiere del bianco · g1 cavallo del bianco · h1 torre del bianco | a8 torre del nero · c8 alfiere del nero · d8 donna del nero · e8 re del nero · f8 alfiere del nero · h8 torre del nero · a7 pedone del nero · b7 pedone del nero · c7 pedone del nero · d7 pedone del nero · f7 pedone del nero · g7 pedone del nero · h7 pedone del nero · c6 cavallo del nero · f6 cavallo del nero · e5 cavallo del bianco · e4 pedone del bianco · a2 pedone del bianco · b2 pedone del bianco · c2 pedone del bianco · d2 pedone del bianco · f2 pedone del bianco · g2 pedone del bianco · h2 pedone del bianco · a1 torre del bianco · b1 cavallo del bianco · c1 alfiere del bianco · d1 donna del bianco · e1 re del bianco · f1 alfiere del bianco · g1 cavallo del bianco · h1 torre del bianco | a8 torre del nero · c8 alfiere del nero · d8 donna del nero · e8 re del nero · f8 alfiere del nero · h8 torre del nero · a7 pedone del nero · b7 pedone del nero · c7 pedone del nero · d7 pedone del nero · f7 pedone del nero · g7 pedone del nero · h7 pedone del nero · c6 cavallo del nero · f6 cavallo del nero · e5 cavallo del bianco · e4 pedone del bianco · a2 pedone del bianco · b2 pedone del bianco · c2 pedone del bianco · d2 pedone del bianco · f2 pedone del bianco · g2 pedone del bianco · h2 pedone del bianco · a1 torre del bianco · b1 cavallo del bianco · c1 alfiere del bianco · d1 donna del bianco · e1 re del bianco · f1 alfiere del bianco · g1 cavallo del bianco · h1 torre del bianco | a8 torre del nero · c8 alfiere del nero · d8 donna del nero · e8 re del nero · f8 alfiere del nero · h8 torre del nero · a7 pedone del nero · b7 pedone del nero · c7 pedone del nero · d7 pedone del nero · f7 pedone del nero · g7 pedone del nero · h7 pedone del nero · c6 cavallo del nero · f6 cavallo del nero · e5 cavallo del bianco · e4 pedone del bianco · a2 pedone del bianco · b2 pedone del bianco · c2 pedone del bianco · d2 pedone del bianco · f2 pedone del bianco · g2 pedone del bianco · h2 pedone del bianco · a1 torre del bianco · b1 cavallo del bianco · c1 alfiere del bianco · d1 donna del bianco · e1 re del bianco · f1 alfiere del bianco · g1 cavallo del bianco · h1 torre del bianco | a8 torre del nero · c8 alfiere del nero · d8 donna del nero · e8 re del nero · f8 alfiere del nero · h8 torre del nero · a7 pedone del nero · b7 pedone del nero · c7 pedone del nero · d7 pedone del nero · f7 pedone del nero · g7 pedone del nero · h7 pedone del nero · c6 cavallo del nero · f6 cavallo del nero · e5 cavallo del bianco · e4 pedone del bianco · a2 pedone del bianco · b2 pedone del bianco · c2 pedone del bianco · d2 pedone del bianco · f2 pedone del bianco · g2 pedone del bianco · h2 pedone del bianco · a1 torre del bianco · b1 cavallo del bianco · c1 alfiere del bianco · d1 donna del bianco · e1 re del bianco · f1 alfiere del bianco · g1 cavallo del bianco · h1 torre del bianco | a8 torre del nero · c8 alfiere del nero · d8 donna del nero · e8 re del nero · f8 alfiere del nero · h8 torre del nero · a7 pedone del nero · b7 pedone del nero · c7 pedone del nero · d7 pedone del nero · f7 pedone del nero · g7 pedone del nero · h7 pedone del nero · c6 cavallo del nero · f6 cavallo del nero · e5 cavallo del bianco · e4 pedone del bianco · a2 pedone del bianco · b2 pedone del bianco · c2 pedone del bianco · d2 pedone del bianco · f2 pedone del bianco · g2 pedone del bianco · h2 pedone del bianco · a1 torre del bianco · b1 cavallo del bianco · c1 alfiere del bianco · d1 donna del bianco · e1 re del bianco · f1 alfiere del bianco · g1 cavallo del bianco · h1 torre del bianco | a8 torre del nero · c8 alfiere del nero · d8 donna del nero · e8 re del nero · f8 alfiere del nero · h8 torre del nero · a7 pedone del nero · b7 pedone del nero · c7 pedone del nero · d7 pedone del nero · f7 pedone del nero · g7 pedone del nero · h7 pedone del nero · c6 cavallo del nero · f6 cavallo del nero · e5 cavallo del bianco · e4 pedone del bianco · a2 pedone del bianco · b2 pedone del bianco · c2 pedone del bianco · d2 pedone del bianco · f2 pedone del bianco · g2 pedone del bianco · h2 pedone del bianco · a1 torre del bianco · b1 cavallo del bianco · c1 alfiere del bianco · d1 donna del bianco · e1 re del bianco · f1 alfiere del bianco · g1 cavallo del bianco · h1 torre del bianco | 6 |
| 5 | a8 torre del nero · c8 alfiere del nero · d8 donna del nero · e8 re del nero · f8 alfiere del nero · h8 torre del nero · a7 pedone del nero · b7 pedone del nero · c7 pedone del nero · d7 pedone del nero · f7 pedone del nero · g7 pedone del nero · h7 pedone del nero · c6 cavallo del nero · f6 cavallo del nero · e5 cavallo del bianco · e4 pedone del bianco · a2 pedone del bianco · b2 pedone del bianco · c2 pedone del bianco · d2 pedone del bianco · f2 pedone del bianco · g2 pedone del bianco · h2 pedone del bianco · a1 torre del bianco · b1 cavallo del bianco · c1 alfiere del bianco · d1 donna del bianco · e1 re del bianco · f1 alfiere del bianco · g1 cavallo del bianco · h1 torre del bianco | a8 torre del nero · c8 alfiere del nero · d8 donna del nero · e8 re del nero · f8 alfiere del nero · h8 torre del nero · a7 pedone del nero · b7 pedone del nero · c7 pedone del nero · d7 pedone del nero · f7 pedone del nero · g7 pedone del nero · h7 pedone del nero · c6 cavallo del nero · f6 cavallo del nero · e5 cavallo del bianco · e4 pedone del bianco · a2 pedone del bianco · b2 pedone del bianco · c2 pedone del bianco · d2 pedone del bianco · f2 pedone del bianco · g2 pedone del bianco · h2 pedone del bianco · a1 torre del bianco · b1 cavallo del bianco · c1 alfiere del bianco · d1 donna del bianco · e1 re del bianco · f1 alfiere del bianco · g1 cavallo del bianco · h1 torre del bianco | a8 torre del nero · c8 alfiere del nero · d8 donna del nero · e8 re del nero · f8 alfiere del nero · h8 torre del nero · a7 pedone del nero · b7 pedone del nero · c7 pedone del nero · d7 pedone del nero · f7 pedone del nero · g7 pedone del nero · h7 pedone del nero · c6 cavallo del nero · f6 cavallo del nero · e5 cavallo del bianco · e4 pedone del bianco · a2 pedone del bianco · b2 pedone del bianco · c2 pedone del bianco · d2 pedone del bianco · f2 pedone del bianco · g2 pedone del bianco · h2 pedone del bianco · a1 torre del bianco · b1 cavallo del bianco · c1 alfiere del bianco · d1 donna del bianco · e1 re del bianco · f1 alfiere del bianco · g1 cavallo del bianco · h1 torre del bianco | a8 torre del nero · c8 alfiere del nero · d8 donna del nero · e8 re del nero · f8 alfiere del nero · h8 torre del nero · a7 pedone del nero · b7 pedone del nero · c7 pedone del nero · d7 pedone del nero · f7 pedone del nero · g7 pedone del nero · h7 pedone del nero · c6 cavallo del nero · f6 cavallo del nero · e5 cavallo del bianco · e4 pedone del bianco · a2 pedone del bianco · b2 pedone del bianco · c2 pedone del bianco · d2 pedone del bianco · f2 pedone del bianco · g2 pedone del bianco · h2 pedone del bianco · a1 torre del bianco · b1 cavallo del bianco · c1 alfiere del bianco · d1 donna del bianco · e1 re del bianco · f1 alfiere del bianco · g1 cavallo del bianco · h1 torre del bianco | a8 torre del nero · c8 alfiere del nero · d8 donna del nero · e8 re del nero · f8 alfiere del nero · h8 torre del nero · a7 pedone del nero · b7 pedone del nero · c7 pedone del nero · d7 pedone del nero · f7 pedone del nero · g7 pedone del nero · h7 pedone del nero · c6 cavallo del nero · f6 cavallo del nero · e5 cavallo del bianco · e4 pedone del bianco · a2 pedone del bianco · b2 pedone del bianco · c2 pedone del bianco · d2 pedone del bianco · f2 pedone del bianco · g2 pedone del bianco · h2 pedone del bianco · a1 torre del bianco · b1 cavallo del bianco · c1 alfiere del bianco · d1 donna del bianco · e1 re del bianco · f1 alfiere del bianco · g1 cavallo del bianco · h1 torre del bianco | a8 torre del nero · c8 alfiere del nero · d8 donna del nero · e8 re del nero · f8 alfiere del nero · h8 torre del nero · a7 pedone del nero · b7 pedone del nero · c7 pedone del nero · d7 pedone del nero · f7 pedone del nero · g7 pedone del nero · h7 pedone del nero · c6 cavallo del nero · f6 cavallo del nero · e5 cavallo del bianco · e4 pedone del bianco · a2 pedone del bianco · b2 pedone del bianco · c2 pedone del bianco · d2 pedone del bianco · f2 pedone del bianco · g2 pedone del bianco · h2 pedone del bianco · a1 torre del bianco · b1 cavallo del bianco · c1 alfiere del bianco · d1 donna del bianco · e1 re del bianco · f1 alfiere del bianco · g1 cavallo del bianco · h1 torre del bianco | a8 torre del nero · c8 alfiere del nero · d8 donna del nero · e8 re del nero · f8 alfiere del nero · h8 torre del nero · a7 pedone del nero · b7 pedone del nero · c7 pedone del nero · d7 pedone del nero · f7 pedone del nero · g7 pedone del nero · h7 pedone del nero · c6 cavallo del nero · f6 cavallo del nero · e5 cavallo del bianco · e4 pedone del bianco · a2 pedone del bianco · b2 pedone del bianco · c2 pedone del bianco · d2 pedone del bianco · f2 pedone del bianco · g2 pedone del bianco · h2 pedone del bianco · a1 torre del bianco · b1 cavallo del bianco · c1 alfiere del bianco · d1 donna del bianco · e1 re del bianco · f1 alfiere del bianco · g1 cavallo del bianco · h1 torre del bianco | a8 torre del nero · c8 alfiere del nero · d8 donna del nero · e8 re del nero · f8 alfiere del nero · h8 torre del nero · a7 pedone del nero · b7 pedone del nero · c7 pedone del nero · d7 pedone del nero · f7 pedone del nero · g7 pedone del nero · h7 pedone del nero · c6 cavallo del nero · f6 cavallo del nero · e5 cavallo del bianco · e4 pedone del bianco · a2 pedone del bianco · b2 pedone del bianco · c2 pedone del bianco · d2 pedone del bianco · f2 pedone del bianco · g2 pedone del bianco · h2 pedone del bianco · a1 torre del bianco · b1 cavallo del bianco · c1 alfiere del bianco · d1 donna del bianco · e1 re del bianco · f1 alfiere del bianco · g1 cavallo del bianco · h1 torre del bianco | 5 |
| 4 | a8 torre del nero · c8 alfiere del nero · d8 donna del nero · e8 re del nero · f8 alfiere del nero · h8 torre del nero · a7 pedone del nero · b7 pedone del nero · c7 pedone del nero · d7 pedone del nero · f7 pedone del nero · g7 pedone del nero · h7 pedone del nero · c6 cavallo del nero · f6 cavallo del nero · e5 cavallo del bianco · e4 pedone del bianco · a2 pedone del bianco · b2 pedone del bianco · c2 pedone del bianco · d2 pedone del bianco · f2 pedone del bianco · g2 pedone del bianco · h2 pedone del bianco · a1 torre del bianco · b1 cavallo del bianco · c1 alfiere del bianco · d1 donna del bianco · e1 re del bianco · f1 alfiere del bianco · g1 cavallo del bianco · h1 torre del bianco | a8 torre del nero · c8 alfiere del nero · d8 donna del nero · e8 re del nero · f8 alfiere del nero · h8 torre del nero · a7 pedone del nero · b7 pedone del nero · c7 pedone del nero · d7 pedone del nero · f7 pedone del nero · g7 pedone del nero · h7 pedone del nero · c6 cavallo del nero · f6 cavallo del nero · e5 cavallo del bianco · e4 pedone del bianco · a2 pedone del bianco · b2 pedone del bianco · c2 pedone del bianco · d2 pedone del bianco · f2 pedone del bianco · g2 pedone del bianco · h2 pedone del bianco · a1 torre del bianco · b1 cavallo del bianco · c1 alfiere del bianco · d1 donna del bianco · e1 re del bianco · f1 alfiere del bianco · g1 cavallo del bianco · h1 torre del bianco | a8 torre del nero · c8 alfiere del nero · d8 donna del nero · e8 re del nero · f8 alfiere del nero · h8 torre del nero · a7 pedone del nero · b7 pedone del nero · c7 pedone del nero · d7 pedone del nero · f7 pedone del nero · g7 pedone del nero · h7 pedone del nero · c6 cavallo del nero · f6 cavallo del nero · e5 cavallo del bianco · e4 pedone del bianco · a2 pedone del bianco · b2 pedone del bianco · c2 pedone del bianco · d2 pedone del bianco · f2 pedone del bianco · g2 pedone del bianco · h2 pedone del bianco · a1 torre del bianco · b1 cavallo del bianco · c1 alfiere del bianco · d1 donna del bianco · e1 re del bianco · f1 alfiere del bianco · g1 cavallo del bianco · h1 torre del bianco | a8 torre del nero · c8 alfiere del nero · d8 donna del nero · e8 re del nero · f8 alfiere del nero · h8 torre del nero · a7 pedone del nero · b7 pedone del nero · c7 pedone del nero · d7 pedone del nero · f7 pedone del nero · g7 pedone del nero · h7 pedone del nero · c6 cavallo del nero · f6 cavallo del nero · e5 cavallo del bianco · e4 pedone del bianco · a2 pedone del bianco · b2 pedone del bianco · c2 pedone del bianco · d2 pedone del bianco · f2 pedone del bianco · g2 pedone del bianco · h2 pedone del bianco · a1 torre del bianco · b1 cavallo del bianco · c1 alfiere del bianco · d1 donna del bianco · e1 re del bianco · f1 alfiere del bianco · g1 cavallo del bianco · h1 torre del bianco | a8 torre del nero · c8 alfiere del nero · d8 donna del nero · e8 re del nero · f8 alfiere del nero · h8 torre del nero · a7 pedone del nero · b7 pedone del nero · c7 pedone del nero · d7 pedone del nero · f7 pedone del nero · g7 pedone del nero · h7 pedone del nero · c6 cavallo del nero · f6 cavallo del nero · e5 cavallo del bianco · e4 pedone del bianco · a2 pedone del bianco · b2 pedone del bianco · c2 pedone del bianco · d2 pedone del bianco · f2 pedone del bianco · g2 pedone del bianco · h2 pedone del bianco · a1 torre del bianco · b1 cavallo del bianco · c1 alfiere del bianco · d1 donna del bianco · e1 re del bianco · f1 alfiere del bianco · g1 cavallo del bianco · h1 torre del bianco | a8 torre del nero · c8 alfiere del nero · d8 donna del nero · e8 re del nero · f8 alfiere del nero · h8 torre del nero · a7 pedone del nero · b7 pedone del nero · c7 pedone del nero · d7 pedone del nero · f7 pedone del nero · g7 pedone del nero · h7 pedone del nero · c6 cavallo del nero · f6 cavallo del nero · e5 cavallo del bianco · e4 pedone del bianco · a2 pedone del bianco · b2 pedone del bianco · c2 pedone del bianco · d2 pedone del bianco · f2 pedone del bianco · g2 pedone del bianco · h2 pedone del bianco · a1 torre del bianco · b1 cavallo del bianco · c1 alfiere del bianco · d1 donna del bianco · e1 re del bianco · f1 alfiere del bianco · g1 cavallo del bianco · h1 torre del bianco | a8 torre del nero · c8 alfiere del nero · d8 donna del nero · e8 re del nero · f8 alfiere del nero · h8 torre del nero · a7 pedone del nero · b7 pedone del nero · c7 pedone del nero · d7 pedone del nero · f7 pedone del nero · g7 pedone del nero · h7 pedone del nero · c6 cavallo del nero · f6 cavallo del nero · e5 cavallo del bianco · e4 pedone del bianco · a2 pedone del bianco · b2 pedone del bianco · c2 pedone del bianco · d2 pedone del bianco · f2 pedone del bianco · g2 pedone del bianco · h2 pedone del bianco · a1 torre del bianco · b1 cavallo del bianco · c1 alfiere del bianco · d1 donna del bianco · e1 re del bianco · f1 alfiere del bianco · g1 cavallo del bianco · h1 torre del bianco | a8 torre del nero · c8 alfiere del nero · d8 donna del nero · e8 re del nero · f8 alfiere del nero · h8 torre del nero · a7 pedone del nero · b7 pedone del nero · c7 pedone del nero · d7 pedone del nero · f7 pedone del nero · g7 pedone del nero · h7 pedone del nero · c6 cavallo del nero · f6 cavallo del nero · e5 cavallo del bianco · e4 pedone del bianco · a2 pedone del bianco · b2 pedone del bianco · c2 pedone del bianco · d2 pedone del bianco · f2 pedone del bianco · g2 pedone del bianco · h2 pedone del bianco · a1 torre del bianco · b1 cavallo del bianco · c1 alfiere del bianco · d1 donna del bianco · e1 re del bianco · f1 alfiere del bianco · g1 cavallo del bianco · h1 torre del bianco | 4 |
| 3 | a8 torre del nero · c8 alfiere del nero · d8 donna del nero · e8 re del nero · f8 alfiere del nero · h8 torre del nero · a7 pedone del nero · b7 pedone del nero · c7 pedone del nero · d7 pedone del nero · f7 pedone del nero · g7 pedone del nero · h7 pedone del nero · c6 cavallo del nero · f6 cavallo del nero · e5 cavallo del bianco · e4 pedone del bianco · a2 pedone del bianco · b2 pedone del bianco · c2 pedone del bianco · d2 pedone del bianco · f2 pedone del bianco · g2 pedone del bianco · h2 pedone del bianco · a1 torre del bianco · b1 cavallo del bianco · c1 alfiere del bianco · d1 donna del bianco · e1 re del bianco · f1 alfiere del bianco · g1 cavallo del bianco · h1 torre del bianco | a8 torre del nero · c8 alfiere del nero · d8 donna del nero · e8 re del nero · f8 alfiere del nero · h8 torre del nero · a7 pedone del nero · b7 pedone del nero · c7 pedone del nero · d7 pedone del nero · f7 pedone del nero · g7 pedone del nero · h7 pedone del nero · c6 cavallo del nero · f6 cavallo del nero · e5 cavallo del bianco · e4 pedone del bianco · a2 pedone del bianco · b2 pedone del bianco · c2 pedone del bianco · d2 pedone del bianco · f2 pedone del bianco · g2 pedone del bianco · h2 pedone del bianco · a1 torre del bianco · b1 cavallo del bianco · c1 alfiere del bianco · d1 donna del bianco · e1 re del bianco · f1 alfiere del bianco · g1 cavallo del bianco · h1 torre del bianco | a8 torre del nero · c8 alfiere del nero · d8 donna del nero · e8 re del nero · f8 alfiere del nero · h8 torre del nero · a7 pedone del nero · b7 pedone del nero · c7 pedone del nero · d7 pedone del nero · f7 pedone del nero · g7 pedone del nero · h7 pedone del nero · c6 cavallo del nero · f6 cavallo del nero · e5 cavallo del bianco · e4 pedone del bianco · a2 pedone del bianco · b2 pedone del bianco · c2 pedone del bianco · d2 pedone del bianco · f2 pedone del bianco · g2 pedone del bianco · h2 pedone del bianco · a1 torre del bianco · b1 cavallo del bianco · c1 alfiere del bianco · d1 donna del bianco · e1 re del bianco · f1 alfiere del bianco · g1 cavallo del bianco · h1 torre del bianco | a8 torre del nero · c8 alfiere del nero · d8 donna del nero · e8 re del nero · f8 alfiere del nero · h8 torre del nero · a7 pedone del nero · b7 pedone del nero · c7 pedone del nero · d7 pedone del nero · f7 pedone del nero · g7 pedone del nero · h7 pedone del nero · c6 cavallo del nero · f6 cavallo del nero · e5 cavallo del bianco · e4 pedone del bianco · a2 pedone del bianco · b2 pedone del bianco · c2 pedone del bianco · d2 pedone del bianco · f2 pedone del bianco · g2 pedone del bianco · h2 pedone del bianco · a1 torre del bianco · b1 cavallo del bianco · c1 alfiere del bianco · d1 donna del bianco · e1 re del bianco · f1 alfiere del bianco · g1 cavallo del bianco · h1 torre del bianco | a8 torre del nero · c8 alfiere del nero · d8 donna del nero · e8 re del nero · f8 alfiere del nero · h8 torre del nero · a7 pedone del nero · b7 pedone del nero · c7 pedone del nero · d7 pedone del nero · f7 pedone del nero · g7 pedone del nero · h7 pedone del nero · c6 cavallo del nero · f6 cavallo del nero · e5 cavallo del bianco · e4 pedone del bianco · a2 pedone del bianco · b2 pedone del bianco · c2 pedone del bianco · d2 pedone del bianco · f2 pedone del bianco · g2 pedone del bianco · h2 pedone del bianco · a1 torre del bianco · b1 cavallo del bianco · c1 alfiere del bianco · d1 donna del bianco · e1 re del bianco · f1 alfiere del bianco · g1 cavallo del bianco · h1 torre del bianco | a8 torre del nero · c8 alfiere del nero · d8 donna del nero · e8 re del nero · f8 alfiere del nero · h8 torre del nero · a7 pedone del nero · b7 pedone del nero · c7 pedone del nero · d7 pedone del nero · f7 pedone del nero · g7 pedone del nero · h7 pedone del nero · c6 cavallo del nero · f6 cavallo del nero · e5 cavallo del bianco · e4 pedone del bianco · a2 pedone del bianco · b2 pedone del bianco · c2 pedone del bianco · d2 pedone del bianco · f2 pedone del bianco · g2 pedone del bianco · h2 pedone del bianco · a1 torre del bianco · b1 cavallo del bianco · c1 alfiere del bianco · d1 donna del bianco · e1 re del bianco · f1 alfiere del bianco · g1 cavallo del bianco · h1 torre del bianco | a8 torre del nero · c8 alfiere del nero · d8 donna del nero · e8 re del nero · f8 alfiere del nero · h8 torre del nero · a7 pedone del nero · b7 pedone del nero · c7 pedone del nero · d7 pedone del nero · f7 pedone del nero · g7 pedone del nero · h7 pedone del nero · c6 cavallo del nero · f6 cavallo del nero · e5 cavallo del bianco · e4 pedone del bianco · a2 pedone del bianco · b2 pedone del bianco · c2 pedone del bianco · d2 pedone del bianco · f2 pedone del bianco · g2 pedone del bianco · h2 pedone del bianco · a1 torre del bianco · b1 cavallo del bianco · c1 alfiere del bianco · d1 donna del bianco · e1 re del bianco · f1 alfiere del bianco · g1 cavallo del bianco · h1 torre del bianco | a8 torre del nero · c8 alfiere del nero · d8 donna del nero · e8 re del nero · f8 alfiere del nero · h8 torre del nero · a7 pedone del nero · b7 pedone del nero · c7 pedone del nero · d7 pedone del nero · f7 pedone del nero · g7 pedone del nero · h7 pedone del nero · c6 cavallo del nero · f6 cavallo del nero · e5 cavallo del bianco · e4 pedone del bianco · a2 pedone del bianco · b2 pedone del bianco · c2 pedone del bianco · d2 pedone del bianco · f2 pedone del bianco · g2 pedone del bianco · h2 pedone del bianco · a1 torre del bianco · b1 cavallo del bianco · c1 alfiere del bianco · d1 donna del bianco · e1 re del bianco · f1 alfiere del bianco · g1 cavallo del bianco · h1 torre del bianco | 3 |
| 2 | a8 torre del nero · c8 alfiere del nero · d8 donna del nero · e8 re del nero · f8 alfiere del nero · h8 torre del nero · a7 pedone del nero · b7 pedone del nero · c7 pedone del nero · d7 pedone del nero · f7 pedone del nero · g7 pedone del nero · h7 pedone del nero · c6 cavallo del nero · f6 cavallo del nero · e5 cavallo del bianco · e4 pedone del bianco · a2 pedone del bianco · b2 pedone del bianco · c2 pedone del bianco · d2 pedone del bianco · f2 pedone del bianco · g2 pedone del bianco · h2 pedone del bianco · a1 torre del bianco · b1 cavallo del bianco · c1 alfiere del bianco · d1 donna del bianco · e1 re del bianco · f1 alfiere del bianco · g1 cavallo del bianco · h1 torre del bianco | a8 torre del nero · c8 alfiere del nero · d8 donna del nero · e8 re del nero · f8 alfiere del nero · h8 torre del nero · a7 pedone del nero · b7 pedone del nero · c7 pedone del nero · d7 pedone del nero · f7 pedone del nero · g7 pedone del nero · h7 pedone del nero · c6 cavallo del nero · f6 cavallo del nero · e5 cavallo del bianco · e4 pedone del bianco · a2 pedone del bianco · b2 pedone del bianco · c2 pedone del bianco · d2 pedone del bianco · f2 pedone del bianco · g2 pedone del bianco · h2 pedone del bianco · a1 torre del bianco · b1 cavallo del bianco · c1 alfiere del bianco · d1 donna del bianco · e1 re del bianco · f1 alfiere del bianco · g1 cavallo del bianco · h1 torre del bianco | a8 torre del nero · c8 alfiere del nero · d8 donna del nero · e8 re del nero · f8 alfiere del nero · h8 torre del nero · a7 pedone del nero · b7 pedone del nero · c7 pedone del nero · d7 pedone del nero · f7 pedone del nero · g7 pedone del nero · h7 pedone del nero · c6 cavallo del nero · f6 cavallo del nero · e5 cavallo del bianco · e4 pedone del bianco · a2 pedone del bianco · b2 pedone del bianco · c2 pedone del bianco · d2 pedone del bianco · f2 pedone del bianco · g2 pedone del bianco · h2 pedone del bianco · a1 torre del bianco · b1 cavallo del bianco · c1 alfiere del bianco · d1 donna del bianco · e1 re del bianco · f1 alfiere del bianco · g1 cavallo del bianco · h1 torre del bianco | a8 torre del nero · c8 alfiere del nero · d8 donna del nero · e8 re del nero · f8 alfiere del nero · h8 torre del nero · a7 pedone del nero · b7 pedone del nero · c7 pedone del nero · d7 pedone del nero · f7 pedone del nero · g7 pedone del nero · h7 pedone del nero · c6 cavallo del nero · f6 cavallo del nero · e5 cavallo del bianco · e4 pedone del bianco · a2 pedone del bianco · b2 pedone del bianco · c2 pedone del bianco · d2 pedone del bianco · f2 pedone del bianco · g2 pedone del bianco · h2 pedone del bianco · a1 torre del bianco · b1 cavallo del bianco · c1 alfiere del bianco · d1 donna del bianco · e1 re del bianco · f1 alfiere del bianco · g1 cavallo del bianco · h1 torre del bianco | a8 torre del nero · c8 alfiere del nero · d8 donna del nero · e8 re del nero · f8 alfiere del nero · h8 torre del nero · a7 pedone del nero · b7 pedone del nero · c7 pedone del nero · d7 pedone del nero · f7 pedone del nero · g7 pedone del nero · h7 pedone del nero · c6 cavallo del nero · f6 cavallo del nero · e5 cavallo del bianco · e4 pedone del bianco · a2 pedone del bianco · b2 pedone del bianco · c2 pedone del bianco · d2 pedone del bianco · f2 pedone del bianco · g2 pedone del bianco · h2 pedone del bianco · a1 torre del bianco · b1 cavallo del bianco · c1 alfiere del bianco · d1 donna del bianco · e1 re del bianco · f1 alfiere del bianco · g1 cavallo del bianco · h1 torre del bianco | a8 torre del nero · c8 alfiere del nero · d8 donna del nero · e8 re del nero · f8 alfiere del nero · h8 torre del nero · a7 pedone del nero · b7 pedone del nero · c7 pedone del nero · d7 pedone del nero · f7 pedone del nero · g7 pedone del nero · h7 pedone del nero · c6 cavallo del nero · f6 cavallo del nero · e5 cavallo del bianco · e4 pedone del bianco · a2 pedone del bianco · b2 pedone del bianco · c2 pedone del bianco · d2 pedone del bianco · f2 pedone del bianco · g2 pedone del bianco · h2 pedone del bianco · a1 torre del bianco · b1 cavallo del bianco · c1 alfiere del bianco · d1 donna del bianco · e1 re del bianco · f1 alfiere del bianco · g1 cavallo del bianco · h1 torre del bianco | a8 torre del nero · c8 alfiere del nero · d8 donna del nero · e8 re del nero · f8 alfiere del nero · h8 torre del nero · a7 pedone del nero · b7 pedone del nero · c7 pedone del nero · d7 pedone del nero · f7 pedone del nero · g7 pedone del nero · h7 pedone del nero · c6 cavallo del nero · f6 cavallo del nero · e5 cavallo del bianco · e4 pedone del bianco · a2 pedone del bianco · b2 pedone del bianco · c2 pedone del bianco · d2 pedone del bianco · f2 pedone del bianco · g2 pedone del bianco · h2 pedone del bianco · a1 torre del bianco · b1 cavallo del bianco · c1 alfiere del bianco · d1 donna del bianco · e1 re del bianco · f1 alfiere del bianco · g1 cavallo del bianco · h1 torre del bianco | a8 torre del nero · c8 alfiere del nero · d8 donna del nero · e8 re del nero · f8 alfiere del nero · h8 torre del nero · a7 pedone del nero · b7 pedone del nero · c7 pedone del nero · d7 pedone del nero · f7 pedone del nero · g7 pedone del nero · h7 pedone del nero · c6 cavallo del nero · f6 cavallo del nero · e5 cavallo del bianco · e4 pedone del bianco · a2 pedone del bianco · b2 pedone del bianco · c2 pedone del bianco · d2 pedone del bianco · f2 pedone del bianco · g2 pedone del bianco · h2 pedone del bianco · a1 torre del bianco · b1 cavallo del bianco · c1 alfiere del bianco · d1 donna del bianco · e1 re del bianco · f1 alfiere del bianco · g1 cavallo del bianco · h1 torre del bianco | 2 |
| 1 | a8 torre del nero · c8 alfiere del nero · d8 donna del nero · e8 re del nero · f8 alfiere del nero · h8 torre del nero · a7 pedone del nero · b7 pedone del nero · c7 pedone del nero · d7 pedone del nero · f7 pedone del nero · g7 pedone del nero · h7 pedone del nero · c6 cavallo del nero · f6 cavallo del nero · e5 cavallo del bianco · e4 pedone del bianco · a2 pedone del bianco · b2 pedone del bianco · c2 pedone del bianco · d2 pedone del bianco · f2 pedone del bianco · g2 pedone del bianco · h2 pedone del bianco · a1 torre del bianco · b1 cavallo del bianco · c1 alfiere del bianco · d1 donna del bianco · e1 re del bianco · f1 alfiere del bianco · g1 cavallo del bianco · h1 torre del bianco | a8 torre del nero · c8 alfiere del nero · d8 donna del nero · e8 re del nero · f8 alfiere del nero · h8 torre del nero · a7 pedone del nero · b7 pedone del nero · c7 pedone del nero · d7 pedone del nero · f7 pedone del nero · g7 pedone del nero · h7 pedone del nero · c6 cavallo del nero · f6 cavallo del nero · e5 cavallo del bianco · e4 pedone del bianco · a2 pedone del bianco · b2 pedone del bianco · c2 pedone del bianco · d2 pedone del bianco · f2 pedone del bianco · g2 pedone del bianco · h2 pedone del bianco · a1 torre del bianco · b1 cavallo del bianco · c1 alfiere del bianco · d1 donna del bianco · e1 re del bianco · f1 alfiere del bianco · g1 cavallo del bianco · h1 torre del bianco | a8 torre del nero · c8 alfiere del nero · d8 donna del nero · e8 re del nero · f8 alfiere del nero · h8 torre del nero · a7 pedone del nero · b7 pedone del nero · c7 pedone del nero · d7 pedone del nero · f7 pedone del nero · g7 pedone del nero · h7 pedone del nero · c6 cavallo del nero · f6 cavallo del nero · e5 cavallo del bianco · e4 pedone del bianco · a2 pedone del bianco · b2 pedone del bianco · c2 pedone del bianco · d2 pedone del bianco · f2 pedone del bianco · g2 pedone del bianco · h2 pedone del bianco · a1 torre del bianco · b1 cavallo del bianco · c1 alfiere del bianco · d1 donna del bianco · e1 re del bianco · f1 alfiere del bianco · g1 cavallo del bianco · h1 torre del bianco | a8 torre del nero · c8 alfiere del nero · d8 donna del nero · e8 re del nero · f8 alfiere del nero · h8 torre del nero · a7 pedone del nero · b7 pedone del nero · c7 pedone del nero · d7 pedone del nero · f7 pedone del nero · g7 pedone del nero · h7 pedone del nero · c6 cavallo del nero · f6 cavallo del nero · e5 cavallo del bianco · e4 pedone del bianco · a2 pedone del bianco · b2 pedone del bianco · c2 pedone del bianco · d2 pedone del bianco · f2 pedone del bianco · g2 pedone del bianco · h2 pedone del bianco · a1 torre del bianco · b1 cavallo del bianco · c1 alfiere del bianco · d1 donna del bianco · e1 re del bianco · f1 alfiere del bianco · g1 cavallo del bianco · h1 torre del bianco | a8 torre del nero · c8 alfiere del nero · d8 donna del nero · e8 re del nero · f8 alfiere del nero · h8 torre del nero · a7 pedone del nero · b7 pedone del nero · c7 pedone del nero · d7 pedone del nero · f7 pedone del nero · g7 pedone del nero · h7 pedone del nero · c6 cavallo del nero · f6 cavallo del nero · e5 cavallo del bianco · e4 pedone del bianco · a2 pedone del bianco · b2 pedone del bianco · c2 pedone del bianco · d2 pedone del bianco · f2 pedone del bianco · g2 pedone del bianco · h2 pedone del bianco · a1 torre del bianco · b1 cavallo del bianco · c1 alfiere del bianco · d1 donna del bianco · e1 re del bianco · f1 alfiere del bianco · g1 cavallo del bianco · h1 torre del bianco | a8 torre del nero · c8 alfiere del nero · d8 donna del nero · e8 re del nero · f8 alfiere del nero · h8 torre del nero · a7 pedone del nero · b7 pedone del nero · c7 pedone del nero · d7 pedone del nero · f7 pedone del nero · g7 pedone del nero · h7 pedone del nero · c6 cavallo del nero · f6 cavallo del nero · e5 cavallo del bianco · e4 pedone del bianco · a2 pedone del bianco · b2 pedone del bianco · c2 pedone del bianco · d2 pedone del bianco · f2 pedone del bianco · g2 pedone del bianco · h2 pedone del bianco · a1 torre del bianco · b1 cavallo del bianco · c1 alfiere del bianco · d1 donna del bianco · e1 re del bianco · f1 alfiere del bianco · g1 cavallo del bianco · h1 torre del bianco | a8 torre del nero · c8 alfiere del nero · d8 donna del nero · e8 re del nero · f8 alfiere del nero · h8 torre del nero · a7 pedone del nero · b7 pedone del nero · c7 pedone del nero · d7 pedone del nero · f7 pedone del nero · g7 pedone del nero · h7 pedone del nero · c6 cavallo del nero · f6 cavallo del nero · e5 cavallo del bianco · e4 pedone del bianco · a2 pedone del bianco · b2 pedone del bianco · c2 pedone del bianco · d2 pedone del bianco · f2 pedone del bianco · g2 pedone del bianco · h2 pedone del bianco · a1 torre del bianco · b1 cavallo del bianco · c1 alfiere del bianco · d1 donna del bianco · e1 re del bianco · f1 alfiere del bianco · g1 cavallo del bianco · h1 torre del bianco | a8 torre del nero · c8 alfiere del nero · d8 donna del nero · e8 re del nero · f8 alfiere del nero · h8 torre del nero · a7 pedone del nero · b7 pedone del nero · c7 pedone del nero · d7 pedone del nero · f7 pedone del nero · g7 pedone del nero · h7 pedone del nero · c6 cavallo del nero · f6 cavallo del nero · e5 cavallo del bianco · e4 pedone del bianco · a2 pedone del bianco · b2 pedone del bianco · c2 pedone del bianco · d2 pedone del bianco · f2 pedone del bianco · g2 pedone del bianco · h2 pedone del bianco · a1 torre del bianco · b1 cavallo del bianco · c1 alfiere del bianco · d1 donna del bianco · e1 re del bianco · f1 alfiere del bianco · g1 cavallo del bianco · h1 torre del bianco | 1 |
|   | a | b | c | d | e | f | g | h |   |

In questa variante il Nero sacrifica un pedone alla terza mossa per ottenere un rapido attacco. In ogni caso questo gambetto è un'apertura obiettivamente dubbia, ma altamente velenosa. Il gambetto è caratterizzato dalla sequenza:
1.e4 e5
2.Cf3 Cf6
3.Cxe5 Cc6
La continuazione naturale consiste nell'accettare il gambetto e cioè:
4.Cxc6 dxc6
Il nero ha sacrificato un pedone per aprire il centro sia agli Alfieri che alla Donna ed ora deve attaccare velocemente per recuperare lo svantaggio materiale. Il Bianco può continuare tranquillamente con d4, d3, o Cc3, facendo però attenzione alle varie trappole in cui può cadere. Il Nero continua spesso con Ac5, seguito da Cg4 per mettere pressione sul pedone f2. Successivamente, prosegue con Dh4 per avere una pressione ancora maggiore sui pedoni f2 e h2.
Il Bianco prova a consolidarsi; spesso gioca prima c3, seguito da d4, per tagliare all'Alfiere la diagonale ed impedire di piazzarsi in c5. Inoltre, il Bianco spesso ritarda l'arrocco per difendersi dall'attacco immediato del nero.

## Giocatori amanti della difesa Russa
Fra coloro che hanno adottato di frequente la difesa russa, sono da citare Pillsbury, Marshall, Qosimjonov.
Più recentemente si sono distinti Vladimir Kramnik e Fabiano Caruana come esperti di questa difesa.
Infine, anche il russo Anatolij Karpov l'ha adottata in molte partite (con grande sorpresa dell'avversario di turno).

## Codici ECO
Il codice ECO dell'apertura è:
- C42:   1.e4 e5 2.Cf3 Cf6
- C43:   1.e4 e5 2.Cf3 Cf6 3.d4